# Star Trek: La nova generació
Star Trek: La nova generació (Star Trek: The Next Generation o TNG) és una sèrie de televisió de ciència-ficció creada per Gene Roddenberry. Es va emetre originalment des del 28 de setembre de 1987 fins al 23 de maig de 1994, en redifusió amb 178 episodis durant set temporades. Sis d'aquestes temporades han estat doblades al català i emeses per Televisió de Catalunya des del 9 de desembre de 1991.
És la tercera sèrie de la franquícia Star Trek, inspirada en Star Trek (sèrie original). Ambientada a l'últim terç del segle XXIV, quan la Terra forma part de la Federació Unida de Planetes, segueix les aventures d'una nau de la Flota Estel·lar, la USS Enterprise (NCC-1701-D), en la seva exploració del Quadrant Alfa i del Quadrant beta a la Via Làctia.
A la dècada de 1980, Roddenberry, que va ser el responsable de l'Star Trek original, Star Trek (sèrie animada) (1973–1974), i la primera d'una sèrie de pel·lícules, va ser encarregat per Paramount Pictures de crear una nova sèrie a la franquícia. Va decidir ambientar-la un segle després dels esdeveniments de la seva sèrie original. La nova generació va comptar amb una nova tripulació: Patrick Stewart com el capità Jean-Luc Picard, Jonathan Frakes com William Riker, Brent Spiner com a Data, Michael Dorn com a Worf, LeVar Burton com a Geordi La Forge, Marina Sirtis com a Deanna Troi, Gates McFadden com a Dra. Beverly Crusher, Denise Crosby com a Tasha Yar, Wil Wheaton com a Wesley Crusher i un nova Enterprise.
Roddenberry, Maurice Hurley, Rick Berman, Michael Piller, i Jeri Taylor van ser productors executius en diversos moments al llarg de la seva producció. La sèrie es va emetre en redifusió amb dates i hores variant entre les cadenes de televisió individuals. La introducció de la veu en off de Stewart durant els crèdits inicials de cada episodi va indicar el propòsit de la nau estel·lar:
| « | Espai: l'última frontera. Aquests són els viatges de la nau Enterprise. La seva missió continuada: explorar nous mons estranys, buscar vides noves i noves civilitzacions, anar amb valentia on ningú no ha anat abans. | » |

El programa va assolir gairebé 12 milions d'espectadors en la seva cinquena temporada, i el final de la sèrie el 1994 va ser vist per més de 30 milions d'espectadors. A causa de la seva èxit, Paramount va encarregar a Rick Berman i Michael Piller la creació d'una quarta sèrie de la franquícia, Star Trek: Deep Space Nine, que es va llançar el 1993. Els personatges de La nova generació va tornar a quatre pel·lícules: Star Trek: Generations (1994), Star Trek: First Contact (1996), Star Trek: Insurrection (1998), i Star Trek: Nemesis (2002), i a la sèrie de televisió Star Trek: Picard (2020–2023). La sèrie també és l'escenari de nombroses novel·les, còmics i videojocs. Va rebre molts reconeixements, inclosos 19 Premis Emmy, dos Premis Hugo, un Premis Peabody, i sis Premis Saturn, inclòs un Premi a la trajectòria per a tot el repartiment el 2024.
El 2013, el Sindicat de Guionistes dels Estats Units va classificar Star Trek: La nova generació al número 79 de la seva llista de les 101 millors sèries de televisió escrites, empatant-la amb A dalt i a baix, Monty Python's Flying Circus i Alfred Hitchcock Presents.

## Antecedents

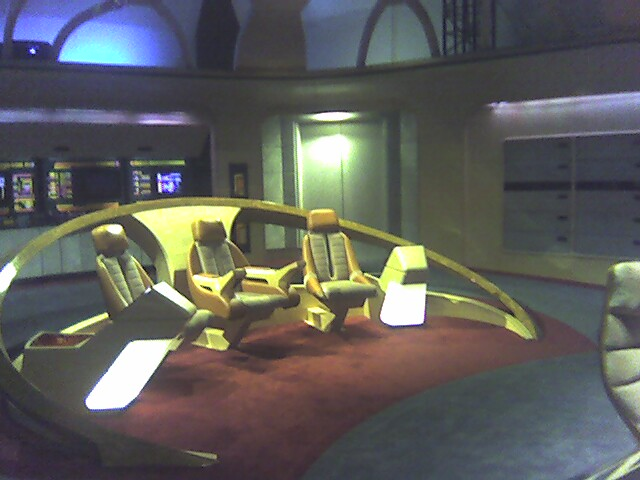
Recreació del pont de la nau estelar Noves generacions per a Star Trek: The Exhibition

A causa de la popularitat de la sèrie original a la redifusió, Paramount Pictures va començar a plantejar-se fer una pel·lícula Star Trek ja l'any 1972. Tanmateix, amb l'estrena de 1977 de Star Wars, Paramount va decidir no competir a la categoria de pel·lícules de ciència-ficció i va traslladar els seus esforços a una nova sèrie de televisió Star Trek. Els actors de la Sèrie original es van acostar per repetir els seus papers; es van crear esquetxos, models, decorats i accessoris per a Star Trek: Phase II fins que Paramount va tornar a canviar d'opinió i va decidir crear llargmetratges protagonitzats pel repartiment de la Sèrie original.
El 1986, 20 anys després del debut de Star Trek original a NBC, la longevitat de la franquícia va sorprendre els executius de Paramount Pictures. El president Frank Mancuso Sr. va observar que "La vida útil en aquest negoci sol ser de tres dies. Per prosperar durant 20 anys..." Ell i altres van descriure Trek com la "joia de la corona" de l'estudi, un "actiu impagable" que "no s'ha de malgastar". La sèrie va ser el programa de televisió en redifussió més popular 17 anys després de la cancel·lació, i les pel·lícules de Star Trek basades en la sèrie original i produïdes per Harve Bennett havien donat un bon resultat a taquilla. Les demandes salarials de William Shatner i Leonard Nimoy per la pel·lícula Star Trek 4: Missió salvar la Terra (1986) van fer que l'estudi planegés una nova sèrie de televisió Star Trek. Als executius de Paramount els preocupava que una nova sèrie pogués perjudicar la demanda de les pel·lícules, però van decidir que augmentaria el seu atractiu en vídeo i cable, i que una sèrie amb actors desconeguts seria més rendible que pagar els grans sous dels actors de les pel·lícules. D'antuvi Roddenberry es va negar a participar, però es va incorporar com a creador després de quedar insatisfet amb els primers treballs conceptuals. Star Trek: La nova generació es va anunciar el 10 d'octubre de 1986, i el seu repartiment el maig de 1987.

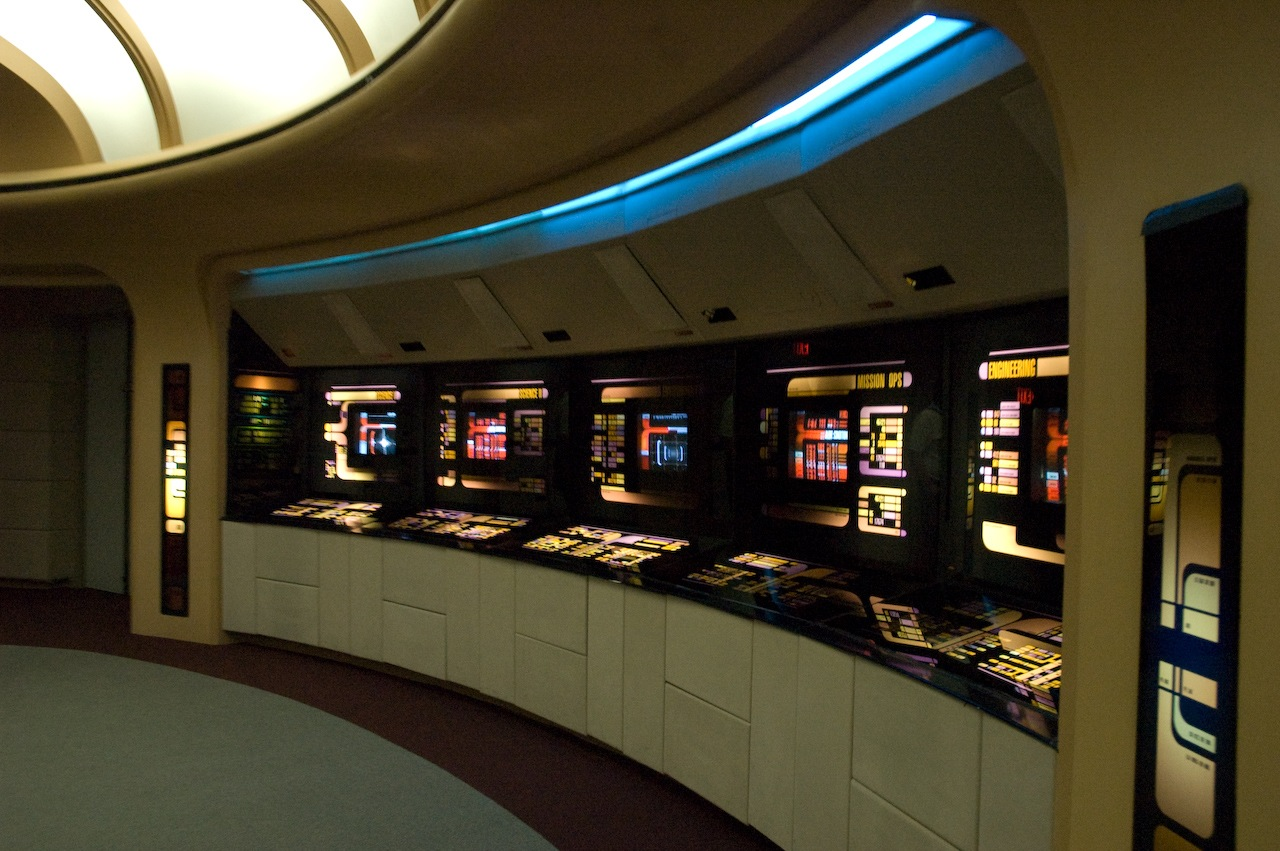
Estacions del pont dins de l'USS Enterprise (NCC-1701-D), tal com es veu a Star Trek: The Experience

L'executiu de Paramount Rick Berman va ser assignat a la sèrie a petició de Roddenberry. Roddenberry va contractar una sèrie de veterans de Star Trek, inclosos Bob Justman, D. C. Fontana, Eddie Milkis i David Gerrold. Les primeres propostes per a la sèrie n'incloïen una en què alguns dels membres del repartiment de la sèrie original podrien aparèixer com a "estadistes ancians", i Roddenberry va especular fins a l'octubre de 1986 que la nova sèrie podria ni tan sols utilitzar una nau espacial, ja que "la gent podria viatjar per algun [altres] mitjans" 100 anys després de la  USS Enterprise. Un canvi més durador va ser la seva nova creença que el conflicte interpersonal en el lloc de treball ja no existiria en el futur; per tant, la nova sèrie no tenia paral·lelismes a les freqüents "bromes sarcàstiques" entre Kirk, Spock i Leonard McCoy. Segons l'actor de la sèrie Patrick Stewart, Berman va ser més receptiu que Roddenberry a abordar qüestions polítiques a la sèrie.
El tema musical de la sèrie va combinar la fanfàrria del tema de la sèrie original d'Alexander Courage amb el tema de Jerry Goldsmith per a Star Trek: La pel·lícula (1979). Les trames d'alguns dels primers episodis derivaven d'esquemes creats per a Star Trek: Phase II. A més, alguns decorats utilitzats a les pel·lícules de l'època de la Sèrie original es van modificar per a La nova generació, i al seu torn utilitzat per a pel·lícules de la Sèrie original posteriors. Part de la sala de transport a TNG es va utilitzar al transportador de Star Trek original.

### Redifusió i rendibilitat
Malgrat l'èxit acreditat de Star Trek, NBC i ABC només es van oferir a considerar els guions pilot per a la nova sèrie, i la CBS es va oferir a emetre una minisèrie que podria convertir-se en una sèrie si anava bé. Els executius de Paramount es van ofendre que les Tres grans cadenes de televisió tractessin la seva propietat més atractiva i valuosa com qualsevol altra sèrie. Fox volia que el programa ajudés a llançar la nova cadena, però ho volia pel març de 1987, i només es comprometria amb 13 episodis en lloc d'una temporada completa. Les negociacions infructuoses van convèncer l'estudi que només podia protegir Star Trek amb el control total.
Paramount va augmentar i accelerar la rendibilitat del programa optant per emetre'l en primera redifusió:123–124 o en emissores independents (el nombre dels quals s'havia més que triplicat des de 1980) i les xarxes afiliades a les tres grans. L'estudi va oferir el programa a les emissores locals de manera gratuïta amb finalitats publicitàries. Les estacions van vendre cinc minuts de temps comercial a anunciants locals i Paramount va vendre els set minuts restants a anunciants nacionals. Les emissores s'havien de comprometre a comprar reposicions en el futur, i només les que emetien el nou programa podien comprar les populars reposicions de la Sèrie original.:222
L'estratègia de l'estudi va tenir èxit. La majoria de les 150 estacions que emetien reposicions de l'original Star Trek volien evitar que un competidor emetés el nou programa; Finalment, 210 estacions que cobrien el 90% dels Estats Units van passar a formar part de la xarxa nacional informal de Paramount per a TNG. A principis d'octubre de 1987, més de 50 afiliats de la xarxa prebuidaren els seus propis espectacles per al pilot de la sèrie, "Trobada a Farpoint". Una emissora va predir que "Star Trek promet ser un dels programes més reeixits de la temporada, en xarxa o redifusió". Els efectes especials van ser d'Industrial Light and Magic, un Divisió de Lucasfilm. El nou programa realment va funcionar bé; les puntuacions del pilot eren més altes que les de molts programes de la cadena,i les puntuacions es van mantenir comparables als programes de la cadena al final de la primera temporada, malgrat el handicap que cada emissora emetia el programa en un dia i hora diferents, sovint fora de l'hora de màxima audiència. Al final de la primera temporada, Paramount va rebre 1 milió de dòlars per publicitat per episodi, més que els 800.000 dòlars aproximadament que pagaven les cadenes per un programa d'una hora; el 1992, quan el pressupost per a cada episodi havia augmentat a gairebé 2 milions de dòlars, l'estudi va guanyar 90 milions de dòlars anuals amb la publicitat dels episodis de primera emissió, i cada comercial de 30 segons es venia entre 115.000 i 150.000 dòlars. El programa va tenir un retorn de la inversió del 40% per a Paramount, amb un benefici net anual inicial de 30 a 60 milions de dòlars per als episodis de primera emissió i uns altres 70 milions de dòlars per als drets horitzontals per a cadascun dels aleshores 100 episodis disponibles, de manera que no necessitaven vendes a l'estranger per tenir èxit.

## Temporades
Star Trek: La nova generació va durar 178 episodis, durant set temporades, des de la tardor de 1987 fins a la primavera de 1994. Al final d'aquesta temporada, el repartiment va passar a la producció de la pel·lícula Star Trek. Generations que es va estrenar abans de finals de 1994.
| Temporada | Temporada | Episodis | Episodis | Dates d’emissió        | Dates d’emissió      |
| Temporada | Temporada | Episodis | Episodis | Primera emissió        | Última emissió       |
| --------- | --------- | -------- | -------- | ---------------------- | -------------------- |
|           | 1         | 26       | 26       | 28 de setembre de 1987 | 16 de maig de 1988   |
|           | 2         | 22       | 22       | 21 de novembre de 1988 | 17 de juliol de 1989 |
|           | 3         | 26       | 26       | 25 de setembre de 1989 | 18 de juny de 1990   |
|           | 4         | 26       | 26       | 24 de setembre de 1990 | 17 de juny de 1991   |
|           | 5         | 26       | 26       | 23 de setembre de 1991 | 15 de juny de 1992   |
|           | 6         | 26       | 26       | 21 de setembre de 1992 | 21 de juny de 1993   |
|           | 7         | 26       | 26       | 20 de setembre de 1993 | 23 de maig de 1994   |

### Temporada 1 (1987–1988)

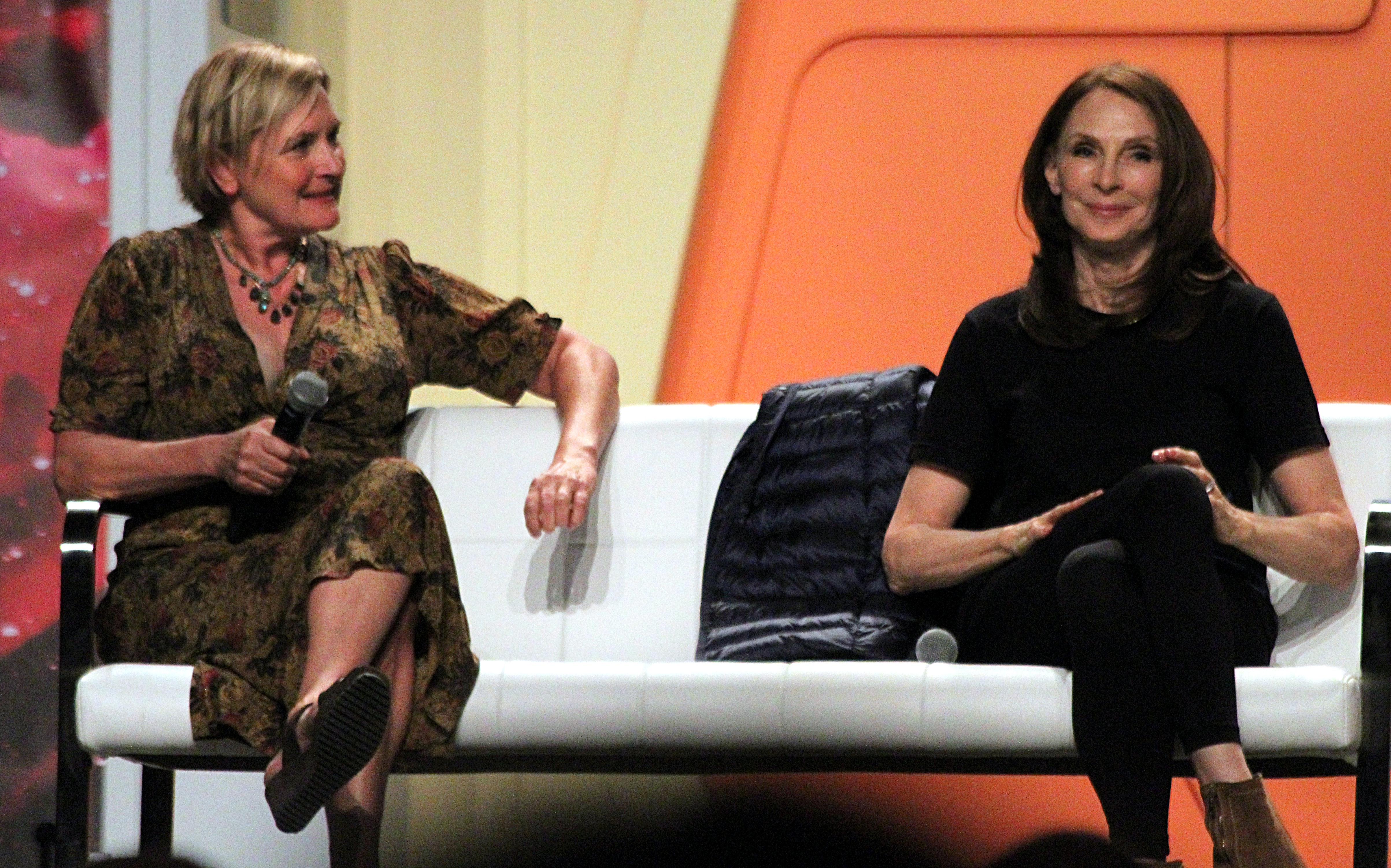
Denise Crosby i Gates McFadden estaven a la temporada 1 com Tasha Yar i Doctora Crusher respectivament, però van ser eliminades a la temporada 2. McFadden va tornar a la temporada 3 com a habitual i s'hi va mantenir així per a la resta de la sèrie, mentre que Crosby apareixia esporàdicament.

"La nova generació" es va rodar en una pel·lícula de 35 mm abans de convertir-se en cinta analògica per a la postproducció, i el pressupost per a cada episodi era d'1,3 milions de dòlars, un dels més alts per a un drama televisiu d'una hora. Mentre el personal gaudia de la llibertat creativa obtinguda per la independència del departament de Normes i pràctiques d'una cadena de difusió, la primera temporada va estar marcada per una "porta giratòria" d'escriptors, amb Gerrold, Fontana i altres que van marxar després de disputes amb Roddenberry.:222 Roddenberry "pràcticament va reescriure" els primers 15 episodis a causa de la seva intenció "dogmàtica" de representar la interacció humana "sense fer servir els motius més baixos de la cobdícia, la luxúria i el poder". Els escriptors van trobar la "bíblia" de l'espectacle restrictiva i ridícula i no van poder fer front a l'ego de Roddenberry i al seu tractament. Deia, per exemple, que "tots els personatges habituals comparteixen la sensació de formar part d'un grup de germans i germanes. Com a l'original Star Trek, convidem al públic a compartir el mateix sentiment d'afecte pels nostres personatges." David Gerrold va afirmar que en un moment donat, l'advocat de Roddenberry va entrar a bord i va començar a desmuntar sis mesos de treball, inclosa l'eliminació d'una parella gai que Roddenberry havia promès que s'inclouria a la sèrie, cosa que va fer que Gerrold decidís abandonar el programa.
Mark Bourne de The DVD Journal va escriure sobre la primera temporada: "Un episodi típic basat en arguments trillats, al·legories maldestres, diàlegs secs i rígids o caracterització que trigava massa a sentir-se relaxada i natural". Altres objectius de crítiques foren uns pobres efectes especials i trames resoltes pel deus ex machina de Wesley Crusher salvant la nau. Patrick Stewart va obtenir elogis, i els crítics van assenyalar que els personatges tenien un potencial de desenvolupament més gran que els de la sèrie original. Els actors i els productors no estaven segurs de si la lleialtat dels trekkies a la sèrie original acceptarien la nova, però un crític va declarar ja l'octubre de 1987 que  La nova generació,  no les pel·lícules o la sèrie original, "és l'autèntic Star Trek ara".
Tot i que els esdeveniments de la majoria dels episodis de la primera temporada van ser autònoms, durant la temporada es van produir molts desenvolupaments importants del programa. La nèmesi recurrent Q es va introduir al pilot, els alienígenes ferengi tenien el seu sentinella mostrant-se a "L'últim destacament", es va introduir l'holocoberta i es va investigar la història romàntica entre William Riker i Deanna Troi. "Moment indefens", un dels pocs episodis que mostrava la fascinació de Roddenberry (com es veu a la bíblia del programa) pel sexe en el futur, es va convertir en un dels favorits del repartiment.
Els episodis posteriors de la temporada van preparar l'escenari per a les trames en sèrie. L'episodi "Datalore" va presentar el germà bessó malvat de Data, Lore, que va fer diverses aparicions més. "Fer-se gran" tracta dels esforços de Wesley Crusher per entrar a l'Acadèmia de la Flota Estel·lar alhora que insinua l'amenaça a la que més tard s'enfronta la Flota a "Conspiració". "Desig de glòria" va explorar el personatge de Worf, la cultura klíngon i la incòmoda treva entre la Federació i l'Imperi Klíngon, tres temes que van tenir un paper important en episodis posteriors. Tasha Yar va abandonar el programa a "Pell de diable", convertint-se en el primer personatge habitual de Star Trek a morir permanentment (tot i que el personatge es va tornar a veure en dos episodis posteriors) en sèrie o pel·lícula. El final de temporada, "La zona neutral", va establir la presència de dos dels vilans més perdurables de TNG: els romulans, fent la seva primera aparició des de la sèrie original, i a través de la prefiguració, els Borg.
L'estrena es va convertir en el primer episodi de televisió nominat per a un Premi Hugo des de 1972. Sis dels episodis de la temporada van ser nominats cadascun per a un Premi Emmy. "Binaris" va guanyar el de millor edició de so per a una sèrie, "L'adéu final" va guanyar el de disseny de vestuari excepcional per a una sèrie i "Conspiració" va guanyar el de millor maquillatge a una sèrie." L'adéu final" també va guanyar un Premi Peabody, el primer programa de redifusió i l'únic episodi de Star Trek en guanyar-lo.
Els dos capítols principals per a les classificacions de Nielsen van ser "Trobada a Farpoint" amb 15,7 i "Justícia" amb 12,7. La temporada va durar de 1987 a 1988.

### Temporada 2 (1988–1989)

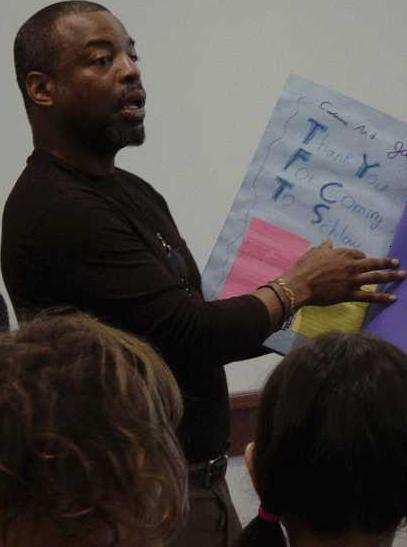
LeVar Burton va interpretar Geordi La Forge a les set temporades que es van emetre entre 1987 i 1994, i quatre pel·lícules de TNG que es van estrenar entre 1994 i 2002. A la segona temporada, el personatge es va convertir en enginyer en cap a bord de l' Enterprise D, restant així durant la resta de la sèrie.

La sèrie va experimentar canvis significatius durant la seva segona temporada. Beverly Crusher va ser substituïda com a directora mèdica per Katherine Pulaski, interpretada per Diana Muldaur, que havia estat una estrella convidada a "Retorn al demà" i "No hi ha bellesa sense veritat!", dos episodis de la sèrie original Star Trek. L'àrea recreativa de la nau, Ten-Forward, i la seva misteriosa cambrera/assessora, Guinan, interpretada per Whoopi Goldberg, van aparèixer per primera vegada. A causa de la vaga del Sindicat de Guionistes dels Estats Units de 1988, el nombre d'episodis produïts es va reduir de 26 a 22, i l'inici de la temporada es va retardar. A causa de la vaga, l'episodi inicial, "El nen", es va basar en un guió escrit originalment per a Star Trek: Phase II , mentre que el final de temporada, "Ombres argentades", va ser un clip show.
No obstant això, la segona temporada en conjunt es considerava molt millor que la primera. Beneficiant-se del compromís de Paramount amb una execució plurianual i lliure d'interferències de xarxa a causa de la redifusió, Roddenberry va trobar escriptors que podien treballar segons les seves directrius. i crear drama a partir de la interacció del repartiment amb la resta de l'univers. Les trames es van fer més sofisticades i van començar a barrejar drama amb relleu còmic. El seu enfocament en el desenvolupament del personatge va rebre elogis especials. El coproductor executiu Maurice Hurley ha afirmat que el seu objectiu principal per a la temporada era planificar i executar l'arc narratiu i l'arc de personatges. Hurley va escriure l'aclamat episodi "Què Q?", que va presentar la primera aparició a la pantalla dels borg. La segona temporada de Borg es va centrar en el desenvolupament del personatge Data, i dos episodis de la temporada, "Elemental, estimat Data" i "La mesura humana", destacaren per damunt dels altres. Miles O'Brien també es va convertir en un personatge més destacat durant la segona temporada, mentre que Geordi La Forge ocupava el càrrec d'enginyer en cap. Els afers klíngons es van continuar explorant en episodis com "Qüestió d'honor" i "L'emissària", que va presentar l'antiga amant de Worf K' Ehleyr. Cinc episodis de la segona temporada van ser nominats a sis premis Emmy, i "Què Q?" va guanyar el de millor edició de so per a una sèrie i mescla de so excel·lent per a una sèrie dramàtica. La temporada va durar de 1988 a 1989.
La temporada 2 va marcar l'addició del conjunt "Ten Forward" a Paramount, situat al plató 8 dels estudis. El conjunt va ser dissenyat per Herman Zimmerman, i al programa  hi havia un lloc perquè la tripulació es relaxés, passessin l'estona i mengessin o prenguessin una copa. A l'interior, hi comptava amb un bar que donava a grans finestrals, i a l'exterior hi havia un camp d'estrelles o amb l'ús d'efectes especials de pantalla verda, altres escenes.

### Temporada 3 (1989–1990)
Abans de la producció de la tercera temporada a l'estiu de 1989, es van fer alguns canvis de personal. L'escriptor principal Maurice Hurley va marxar i Michael Piller es va fer càrrec de la resta de la sèrie. El creador i productor executiu Gene Roddenberry va tenir un paper menys actiu a causa de la seva salut en declivi. Roddenberry va donar a Piller i Berman les tasques de productor executiu, i van romandre en aquesta posició durant la resta de la sèrie, Berman supervisant la producció en conjunt i Piller encarregat de la direcció creativa de la sèrie i la sala d'escriptura. McFadden va tornar al repartiment com a Doctora Crusher, en substitució de Muldaur, que havia estat una estrella convidada durant la segona temporada. Un canvi addicional va ser la inclusió de la fanfàrria que es va afegir als crèdits inicials de la segona temporada, fins al final dels crèdits de tancament. Ronald D. Moore es va unir al programa després d'enviar un guió especulatiu que es va convertir en "L'aliança". Es va convertir en el "gurú klíngon" de la franquícia, el que significa que va escriure la majoria dels episodis de TNG sobre l'Imperi Klíngon (tot i que també va escriure algunes històries romulanes, com ara com "El desertor"). L'escriptor/productor Ira Steven Behr també es va unir al programa en la seva tercera temporada. Tot i que el seu mandat amb TNG va durar només un any, més tard va passar a ser escriptor i productor creador de la sèrie derivada Star Trek: Deep Space Nine. Sis episodis de la tercera temporada van ser nominats a vuit Emmys. "L'Enterprise del passat" va guanyar a la millor edició de so per a una sèrie i "Els pecats del pare" va guanyar a la millor direcció artística per a una sèrie. Després que un quiropràctic va advertir que els membres del repartiment corrien el risc de patir una lesió esquelètica permanent, els nous uniformes de llana de dues peces van substituir els uniformes de spandex extremadament ajustats de les dues primeres temporades. El final de temporada , la crítica l'aclamat episodi "El bo i millor d'ambdós mons", va ser el primer final de temporada deixada en suspens, una tradició que va continuar durant la resta de la sèrie. La temporada va des del 1989 fins al 1990.
El final de la temporada 3 i el pont fins a la temporada 4, "El bo i millor d'ambdós dos mons" va ser un dels episodis més aclamats de "Star Trek" assenyalats per TV Guide  "Els 100 moments més memorables de la història de la televisió", ocupant el lloc 70 de 100 el març de 2001. S'ha classificat habitualment entre els primers de tots els episodis de les franquícies de Star Trek.

### Temporada 4 (1990–1991)

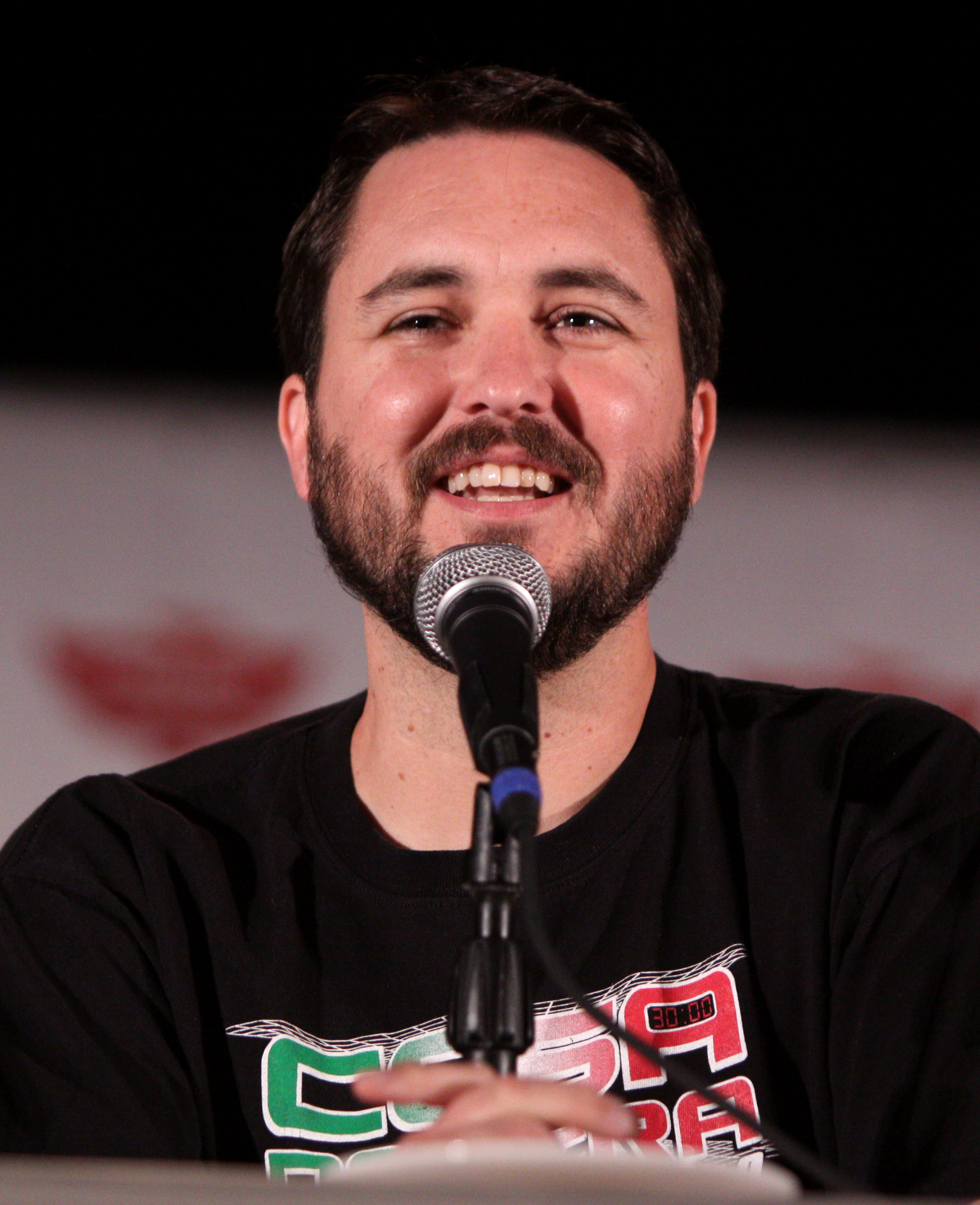
Wil Wheaton interpreta Wesley Crusher, el fill de Beverly Crusher, un personatge habitual a les quatre primeres temporades, que apareix esporàdicament en les tres darreres.

Brannon Braga i Jeri Taylor es van unir al programa en la seva quarta temporada. La quarta temporada va superar la Sèrie original en durada de sèrie amb la producció de l'episodi 80 de TNG, "El llegat". Una nova raça alienígena, els cardassians, va fer la seva primera aparició a "La ferida". Més tard van aparèixer molt a Star Trek: Deep Space Nine. El final de temporada, "Redempció", va ser l'episodi número 100, i el repartiment i la tripulació (inclòs el creador Gene Roddenberry) van celebrar la fita històrica al plató del pont. Les imatges d'això es van veure a l'especial pel 25è aniversari de Star Trek presentat per William Shatner i Leonard Nimoy, que es va emetre més tard. Set episodis de la quarta temporada van ser nominats a vuit Emmys. La segona part d' "El bo i millor d'ambdós mons" va guanyar tant per la millor edició de so en una sèrie com per la millor mescla de so per a una sèrie. El personatge Wesley Crusher abandona la sèrie a la quarta temporada per anar a l'Acadèmia de la Flota Estel·lar. "Família" és l'únic episodi de TNG on Data no apareix a la pantalla. La temporada va durar de 1990 a 1991.

### Temporada 5 (1991–1992)
El setè episodi de la cinquena temporada, "Unificació", va obrir amb una dedicatòria al creador de Star Trek Gene Roddenberry (tot i que l'episodi anterior, "El joc", fou emès quatre dies després de la seva mort). Roddenberry, tot i que havia mort recentment, va continuar acreditant-se com a productor executiu durant la resta de la temporada. El repartiment i la tripulació es van assabentar de la seva mort durant la producció de "El culte a l'heroi", un episodi posterior de la cinquena temporada. Set episodis de la cinquena temporada van ser nominats a vuit Emmys. "El preu de la vida" va guanyar per assoliment individual destacat en disseny de vestuari per a una sèrie i assoliment individual destacat en maquillatge per a una sèrie, i "Una qüestió de temps" i "L'enigma" empatats per assoliments individuals excepcionals en efectes visuals especials. A més, "La llum interior" es va convertir en el primer episodi de televisió des de l'episodi de la sèrie original de 1968 "La ciutat a la frontera del futur" per guanyar un Premi Hugo a la millor presentació dramàtica. La cinquena temporada va veure la introducció d'una jaqueta per a Picard, usada periòdicament durant la resta de la sèrie. El conjunt de la sala d'observació es va modificar amb l'eliminació de les naus estel·lars d'or a través de la paret interior i l'addició d'il·luminació sota les finestres. El personatge recurrent alferes Ro Laren es va presentar a la cinquena temporada. La temporada va durar de 1991 a 1992.

### Temporada 6 (1992–1993)
Amb la creació de Star Trek: Deep Space Nine, el temps de Rick Berman i Michael Piller es va dividir entre La nova generació i la nova sèrie. Tres episodis de la sisena temporada van ser nominats als Emmys. "La sageta del temps Part II" va guanyar tant el millor assoliment individual en disseny de vestuari per a una sèrie com el millor assoliment individual en perruqueria per a una sèrie, i "Un grapat de Dates" va guanyar el de millor assoliment individual en mescla de so per a una sèrie dramàtica. L'episodi de la temporada 6 amb la millor puntuació de Nielsen va ser "Relíquies", amb una puntuació de 13,9. L'episodi presentava el personatge de la Sèrie original Scotty interpretat per James Doohan. A més, l'astronauta de la NASA Mae Jemison va interpretar al tinent Palmer a "Una altra oportunitat". La deixada en suspens final de la temporada 6 inclou un cameo de Stephen Hawking (Part I d' "Atac"). La temporada va des del 1992 fins al 1993.

### Temporada 7 (1993–1994)
La setena temporada va ser l'última de La nova generació des del 1993 fins al 1994. El penúltim episodi, "Atac amb dret de prioritat", va concloure. la línia argumental del personatge recurrent alferes (ara tinent) Ro Laren i va introduir temes que van continuar a Star Trek: Deep Space Nine i Star Trek: Voyager. El final de la sèrie La nova generació, "Totes les coses bones...", va ser un episodi de doble durada (separat en dues parts per a reposicions) que es va emetre la setmana del 19 de maig de 1994, revisant els esdeveniments del pilot i proporcionant un marcador final a la sèrie. El SkyDome de Toronto va ser l'amfitrió d'un esdeveniment massiu per al final de la sèrie. Cinc episodis de la setena temporada van ser nominats per a nou Emmys, i la sèrie en conjunt va ser la primera sèrie de televisió redifosa nominada a Millor Sèrie Dramàtica. Fins avui, La nova generació és l'únic drama redifós nominat en aquesta categoria. "Totes les coses bones..." va guanyar el premi a l'assoliment individual destacat en efectes visuals especials, i "Gènesi" va guanyar l'assoliment individual destacat en mescla de so per a una sèrie dramàtica. "Totes les coses bones" també va guanyar el segon dels dos premis Hugo de la sèrie."Totes les coses bones" també va aconseguir la valoració més alta de Nielsen durant tota la temporada 7, amb una puntuació de 17,4.

### Llegat
Tot i que els membres del repartiment van ser contractats per vuit temporades, Paramount va acabar amb La pròxima generació després de set, cosa que va decebre i va desconcertar alguns dels actors, i va ser una decisió inusual per a un programa de televisió d'èxit. Aleshores, Paramount va fer pel·lícules amb el repartiment, que creia que tindrien menys èxit si el programa encara estigués a la televisió. Una vuitena temporada també hauria reduït la rendibilitat del programa a causa dels salaris més alts del repartiment i un preu més baix per episodi quan es ven com a programació horitzontal.
Les bones valoracions de la sèrie van continuar fins al final; el final de la sèrie de 1994 va ocupar el segon lloc entre tots els programes d'aquella setmana, entre els èxits Home Improvement i Seinfeld, i va ser vist per més de 30 milions d'espectadors. TNG va ser la sèrie Star Trek més vista, amb una audiència màxima de 11,5 milions durant la seva cinquena temporada abans del llançament de DS9. Entre 1988 i 1992 va recollir entre mig milió i un milió d'espectadors addicionals a l'any.
Valoracions de Nielsen ajustades per a programes de televisió Star Trek:
| Sèries                            | Temporada       | Episodis          | Primera emissió | Última emissió | Temporada televisiva | Núm. espectadors (milions) |
| --------------------------------- | --------------- | ----------------- | --------------- | -------------- | -------------------- | -------------------------- |
| La nova generació                 | 1               | 26                | Tardor 1987     | Primavera 1988 | 1987–88              | 8.55                       |
| La nova generació                 | 2               | 22                | Tardor 1988     | Primavera 1989 | 1988–89              | 9.14                       |
| La nova generació                 | 3               | 26                | Tardor 1989     | Primavera 1990 | 1989–90              | 9.77                       |
| La nova generació                 | 4               | 26                | Tardor 1990     | Primavera 1991 | 1990–91              | 10.58                      |
| La nova generació                 | 5               | 26                | Tardor 1991     | Primavera 1992 | 1991–92              | 11.50                      |
| La nova generació Deep Space Nine | 6 (TNG) 1 (DS9) | 26 (TNG) 20 (DS9) | Tardor 1992     | Primavera 1993 | 1992–93              | 10.83                      |
| La nova generació Deep Space Nine | 7 (TNG) 2 (DS9) | 26 (TNG) 26 (DS9) | Tardor 1993     | Primavera 1994 | 1993–94              | 9.78                       |
| Deep Space Nine Voyager           | 3 (DS9) 1 (VOY) | 26 (DS9) 16 (VOY) | Tardor 1994     | Primavera 1995 | 1994–95              | 7.05                       |
| Deep Space Nine Voyager           | 4 (DS9) 2 (VOY) | 25 (DS9) 26 (VOY) | Tardor 1995     | Primavera 1996 | 1995–96              | 6.42                       |
| Deep Space Nine Voyager           | 5 (DS9) 3 (VOY) | 26 (DS9) 26 (VOY) | Tardor 1996     | Primavera 1997 | 1996–97              | 5.03                       |
| Deep Space Nine Voyager           | 6 (DS9) 4 (VOY) | 26 (DS9) 26 (VOY) | Tardor 1997     | Primavera 1998 | 1997–98              | 4.53                       |
| Deep Space Nine Voyager           | 7 (DS9) 5 (VOY) | 25 (DS9) 26 (VOY) | Tardor 1998     | Primavera 1999 | 1998–99              | 4.00                       |

Els autors de ciència-ficció van assenyalar com Star Trek: La nova generació va influir en les seves carreres.

## Episodis
Star Trek: La nova generació es va emetre durant set temporades començant el 28 de setembre de 1987 i acabant el 23 de maig de 1994.
La sèrie comença amb la tripulació de l' Enterprise-D jutjada per un ésser omnipotent conegut com Q, que es va convertir en un personatge recurrent. L'entitat semblant a un déu amenaça amb l'extinció de la humanitat per ser una raça de salvatges, cosa que els obliga a resoldre un misteri a la propera estació de Farpoint per demostrar la seva dignitat per salvar-se. Després de resoldre amb èxit el misteri i evitar el desastre, la tripulació marxa amb la seva missió d'explorar nous mons estranys.
Les històries posteriors se centren en el descobriment de noves vides i les relacions sociològiques i polítiques amb cultures alienígenes, així com en l'exploració de la condició humana. S'introdueixen diverses espècies noves com a antagonistes recurrents, inclosos els ferengi, els cardassians i els borg. Al llarg de les seves aventures, Picard i la seva tripulació sovint es veuen obligats a afrontar i viure amb les conseqüències d'eleccions difícils.
La sèrie va acabar a la seva setena temporada amb un episodi de dues parts "Totes les coses bones...", que va portar els esdeveniments de la sèrie al cercle complet de l'enfrontament original amb Q. Una anomalia interestel·lar que amenaça tota la vida a l'univers obliga a Picard a saltar del seu present, passat i futur per combatre l'amenaça. Picard va poder demostrar amb èxit a Q que la humanitat podia pensar fora dels límits de la percepció i teoritzar sobre noves possibilitats mentre encara estava preparada per sacrificar-se pel bé superior. La sèrie va acabar amb la tripulació de l'Enterprise mostrant un sentiment més com una família i va obrir el camí per a quatre pel·lícules consecutives que van continuar el tema i la missió de la sèrie.
| Temporada 1 | Temporada 2 | Temporada 3 | Temporada 4 |
| --- | --- | --- | --- |
| 1. "Trobada a Farpoint" (episodi de dues parts) 1. "Moment indefens" 2. "Codi d'honor" 3. "L'últim destacament" 4. "Allà on no ha estat mai ningú" 5. "Sol entre nosaltres" 6. "Justícia" 7. "La batalla" 8. "El joc d'en Q" 9. "Refugi" 10. "L'adéu final" 11. "Datalore" 12. "L'Àngel" 13. "Binaris" 14. "Una època massa curta" 15. "Quan es trenca la branca" 16. "La Mare Terra" 17. "Fer-se gran" 18. "Desig de glòria" 19. "L'arsenal de la llibertat" 20. "Simbiosi" 21. "Pell de diable" 22. "Sempre ens quedarà París" 23. "Conspiració" 24. "La zona neutral" | 1. "El nen" 2. "Una estada en el silenci" 3. "Elemental, estimat Data" 4. "L'escandalós Okona" 5. "Com una remor" 6. "L'esquizoide" 7. "Selecció antinatural" 8. "Qüestió d'honor" 9. "La mesura humana" 10. "La princesa" 11. "Contagi" 12. "El Royal" 13. "Temps al quadrat" 14. "El factor Ícar" 15. "Amics a distància" 16. "Què Q?" 17. "Samaritans entrampats" 18. "Reproducció clonal" 19. "Nimfomania" 20. "L'emissària" 21. "Màxim rendiment" 22. "Ombres argentades" | 1. "Evolució" 2. "Dots de comandament" 3. "Els supervivents" 4. "Qui vigila als vigilants?" 5. "L'aliança" 6. "La trampa explosiva" 7. "L'enemic" 8. "L'oferta" 9. "El factor venjança" 10. "El desertor" 11. "Indesitjables" 12. "Causa noble" 13. "El déja Q" 14. "Una qüestió de perspectiva" 15. "L'Enterprise del passat" 16. "Descendència" 17. "Els pecats del pare" 18. "Lleialtat" 19. "Les vacances del capità" 20. "L'home de llauna" 21. "Recerques en el buit" 22. "Les joguines més boniques" 23. "Sarek" 24. "Ménage à Troi" 25. "Transfiguracions" 26. "El bo i millor d'ambdós mons" (Part 1) | 1. "El bo i millor d'ambdós mons" (Part 2) 2. "Família" 3. "Germans" 4. "Humà de cop i volta" 5. "Recorda'm" 6. "El llegat" 7. "Reunió" 8. "Futur imperfecte" 9. "Missió final" 10. "La pèrdua" 11. "Un dia d'en Data" 12. "La ferida" 13. "El tribut del diable" 14. "Pistes" 15. "Primer contacte" 16. "Bebè galàctic" 17. "Terrors nocturns" 18. "Crisi d'identitat" 19. "El novè grau" 20. "Qpido" 21. "El timbal" 22. "Mitja vida" 23. "L'hoste" 24. "L'ull de la ment" 25. "En teoria" 26. "Redempció" (Part 1) |

| Temporada 5 | Temporada 6 | Temporada 7 |
| --- | --- | --- |
| 1. "Redempció (Part 2) 2. "Darmok" 3. "L'alferes Ro" 4. "Avatar de silici" 5. "Desastre" 6. "El joc" 7. "Unificació" (episodi de dues parts) 1. "Una qüestió de temps" 2. "Noves tècniques" 3. "El culte a l'heroi" 4. "Violacions" 5. "La societat perfecta" 6. "L'enigma" 7. "Joc ofensiu" 8. "Ètica" 9. "Marginació" 10. "Causa i efecte" 11. "El primer deure" 12. "El preu de la vida" 13. "La parella perfecta" 14. "L'amiga imaginària" 15. "Jo, Borg" 16. "La fase següent" 17. "La llum interior" 18. "La sageta del temps" (Part 1) | 1. "La sageta del temps" (Part 2) 2. "El regne de la por" 3. "Un home del poble" 4. "Relíquies" 5. "Cismes" 6. "Q de veritat" 7. "Trapelles" 8. "Un grapat de Dates" 9. "Qualitat de vida" 10. "Cadena de comandament" (episodi de dues parts) 1. "Una nau en una ampolla" 2. "Aquiel" 3. "La cara de l'enemic" 4. "Mosaic" 5. "Drets de naixement" (episodi de dues parts) 1. "Una nau minada" 2. "Lliçons" 3. "La recerca" 4. "Estat d'ànim" 5. "Sospites" 6. "El successor" 7. "Una altra oportunitat" 8. "Fuita de temps" 9. "Atac" (Part 1) | 1. "Atac" (Part 2) 2. "Enllaços" 3. "Interfície" 4. "Estratagema" (episodi de dues parts) 1. "Fantasmes" 2. "Plana oculta" 3. "Acoblats" 4. "La força de la Natura" 5. "Herència" 6. "Paral·leles" 7. "La Pegasus" 8. "Cap a casa" 9. "Sub Rosa" 10. "Cobertes inferiors" 11. "Sigueu vós mateix" 12. "Màscares" 13. "L'ull de l'observador" 14. "Gènesi" 15. "El final del viatge" 16. "El primogènit" 17. "Línies de sang" 18. "Aparició" 19. "Atac amb dret de prioritat" 20. "Totes les coses bones..." (episodi de dues parts) |

## Repartiment

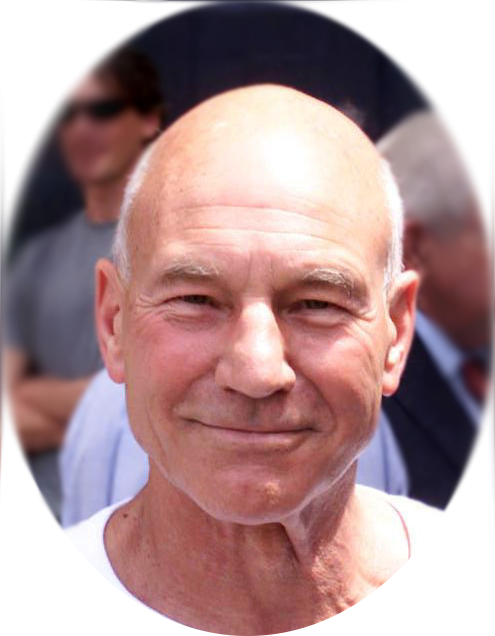
Patrick Stewart interpreta al capità Picard al llarg de la sèrie, així com a les quatre pel·lícules i com a personatge central a Star Trek: Picard.

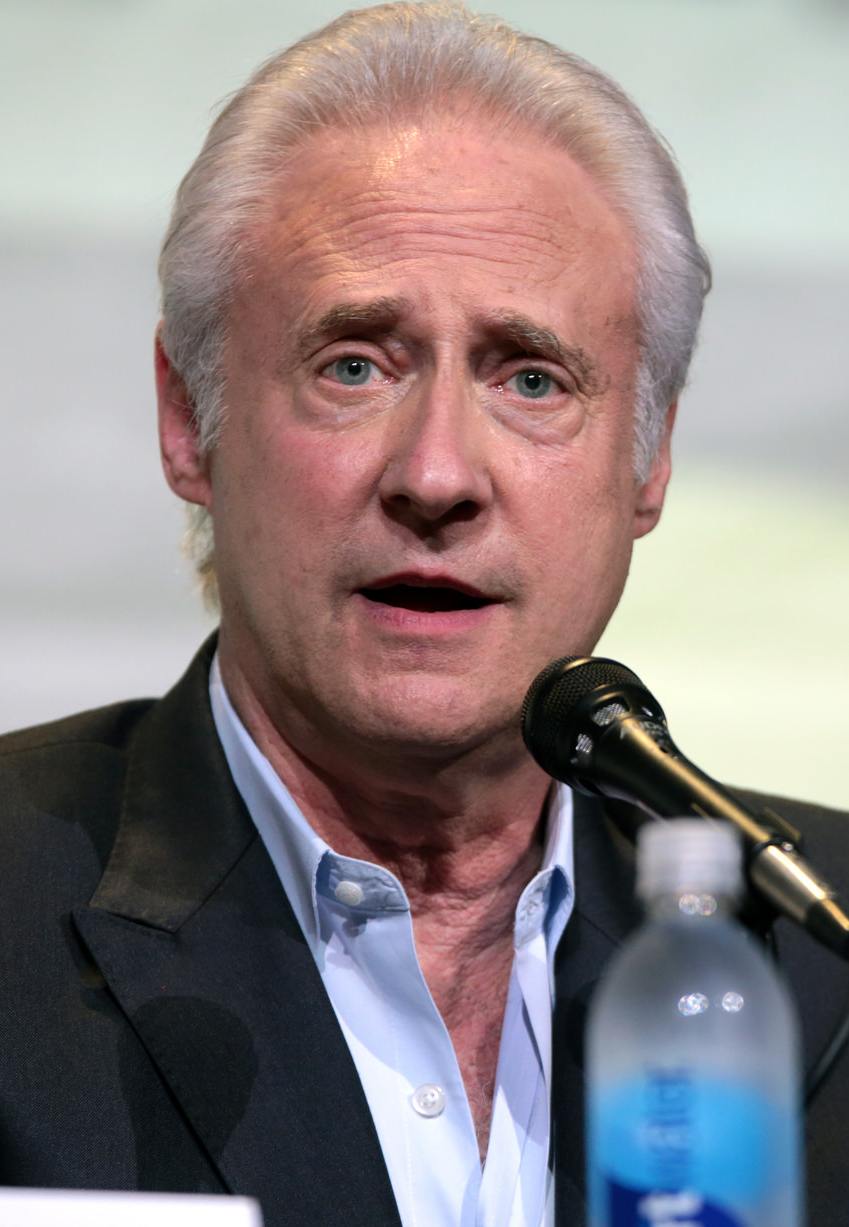
Brent Spinerprotagonitza l'androide Data al programa i a les quatre pel·lícules, i també interpreta el "pare" (és a dir, el fabricant) i el "germà" de Data.

### Principal
- Patrick Stewart com a capità Jean-Luc Picard és el comandant de l'USS Enterprise-D. Stewart també va interpretar el personatge a l'episodi pilot de Deep Space Nine, les quatre pel·lícules de cinema TNG i a la darrera sèrie homònima Star Trek: Picard
- Jonathan Frakes com a comandant William T. Riker és el primer oficial del vaixell. El personatge de Riker es va veure influenciat pels conceptes del primer oficial Willard Decker a la sèrie de televisió Star Trek: Phase II.[11] La història romàntica de Decker amb la contramestre Ilia es va reflectir a La nova generació en la relació entre Riker i Deanna Troi.[11] Riker també apareix en un episodi de Star Trek: Voyager i de Star Trek: Enterprise, i més tard va repetir el paper a Star Trek: Picard i a l'animació Star Trek: Lower Decks. A més de William Riker, Frakes va interpretar al doble de William, Thomas creat pel transportador, en un episodi  de La nova generació i Star Trek: Deep Space Nine.
- LeVar Burton com a tinent (J.G.)/tinent/tinent comandant Geordi La Forge, que va ser inicialment el pilot de la nau, però el personatge es va convertir en enginyer en cap a partir de la segona temporada. Burton també va interpretar el personatge en un episodi de Voyager i la tercera temporada de Star Trek: Picard
- Denise Crosby com a tinent Tasha Yar (temporada 1; convidada: temporades 3 i 7) és la cap de seguretat i oficial tàctic. Crosby va deixar la sèrie cap al final de la primera temporada, i el personatge de Yar va ser assassinat. Yar torna en línies de temps alternatives a l'episodi guardonat "L'Enterprise del passat" i al final de la sèrie, "Totes les coses bones... ". Crosby també va interpretar a la comandant Sela, la filla meitat romulana de Yar
- Michael Dorn com a tinent (J.G.)/tinent Worf és un klíngon. Worf apareix inicialment com un oficial subaltern que compleix diversos papers al pont. Quan Denise Crosby va marxar cap al final de la primera temporada, el personatge de Worf va succeir a la tinent Yar com a cap de seguretat i oficial tàctic del vaixell. Dorn va repetir el paper com a habitual a les temporades quatre a set de Star Trek: Deep Space Nine i la tercera temporada de Star Trek: Picard. També va interpretar a un altre klíngon, l'avi i homònim de Worf, a Star Trek: The Undiscovered Country. Amb 284 aparicions a la pantalla,[54] Dorn té més aparicions de qualsevol actor a la franquícia Star Trek[55]
- Gates McFadden com a doctoraBeverly Crusher (temporades 1 i 3–7) és l'oficial mèdic en cap de l' Enterprise. Com a oficial de pont totalment certificada,la Dra. Crusher tenia l'habilitat de comandar l' Enterprise si les circumstàncies ho requerien. També, en ocasions, comandava els torns de vigilància nocturna al pont principal de la nau per mantenir-se al capdavant de les operacions de la nau estel·lar. McFadden va ser acomiadada després de la primera temporada, però va ser contractada de nou per a la tercera temporada[56] i va romandre durant la resta de la sèrie. La seva absència a la segona temporada es va explicar pel seu trasllat a la Flota Mèdica Estel·lar. Va tornar al seu paper per a la tercera temporada de Star Trek: Picard
- Marina Sirtis com a tinent comandant/comandant Deanna Troi, és la meitat humana i meitat Betazoide consellera de la nau. A partir de l'episodi de la setena temporada "Sigueu vós mateix", la consellera Troi, havent fet i completay la prova d'oficial de pont, és ascendida al rang de comandant, la qual cosa li va permetre prendre el comandament de la nau, i també fer tasques de pont diferents de les de conseller d'un vaixell. La relació del personatge amb el primer oficial Riker va ser un traspàs de les idees de personatges desenvolupades per a la "Phase II".[11] Troi també va aparèixer en episodis posteriors de "Voyager", al final d' Enterprise, i a la primera i tercera temporada de Star Trek: Picard
- Brent Spiner com a tinent comandant Data; un androide que serveix com a segon oficial i oficial d'operacions. La perspectiva "des de fora" de Data sobre la humanitat va servir per a un propòsit narratiu similar a la de Spock a l'original Star Trek.[11] Spiner també va interpretar el seu "germà", Lore, i el seu creador, Noonien Soong. A Enterprise, Spiner va interpretar l'avantpassat de Noonien, Arik, i va contribuir amb una breu veu en off (escoltada per l'intercomunicador de Enterprise-D) al final d' Enterprise. A Star Trek: Picard, Spiner va repetir els papers de Data i Lore i va retratar els nous papers d'Altan Inigo Soong i Adam Soong.
- Wil Wheaton com el fill de Beverly Crusher Wesley (temporades 1–4; convidat: temporades 5 i 7). Es converteix en un cadet en funcions, i més tard rep una comissió de camp, abans d'assistir a l'Acadèmia de la Flota Estel·lar. Després de ser habitual durant les quatre primeres temporades, Wheaton va aparèixer ocasionalment com Wesley Crusher durant la resta de la sèrie. Wheaton va repetir el paper a Star Trek: Nemesis i Star Trek: Picard.

### Recurrent

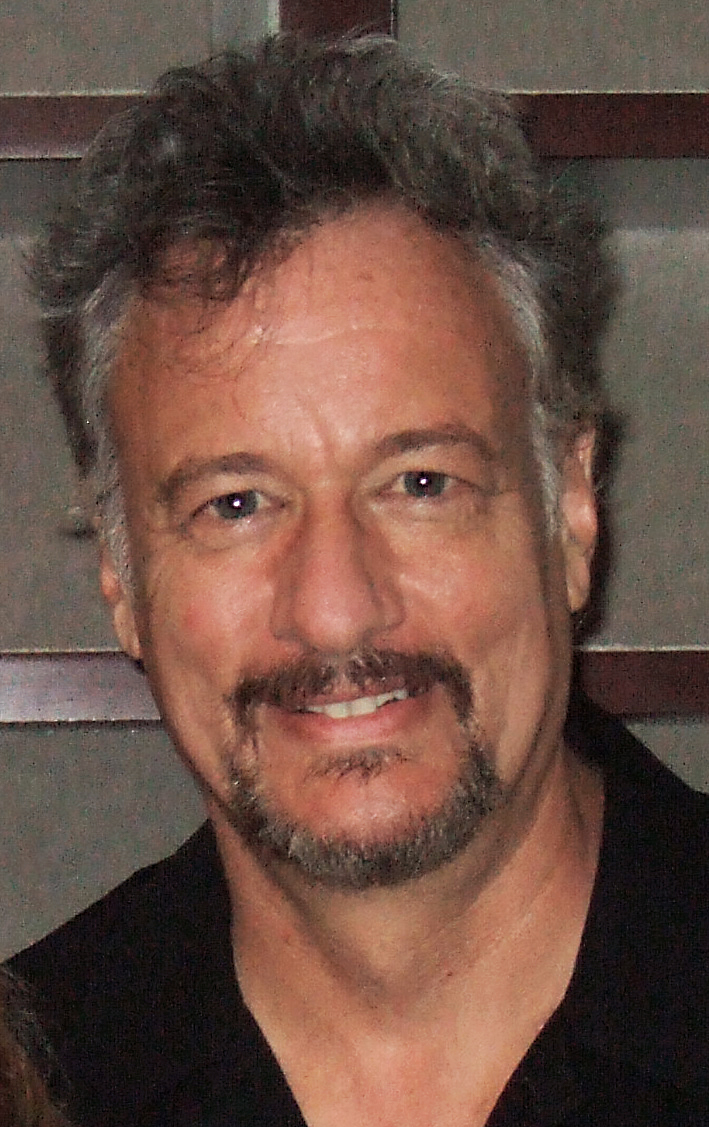
John de Lancie interpreta el paper del misteriós però poderós alienígena conegut com a Q. Com molts actors de la sèrie, també va treballar en alguns dels videojocs de el període.

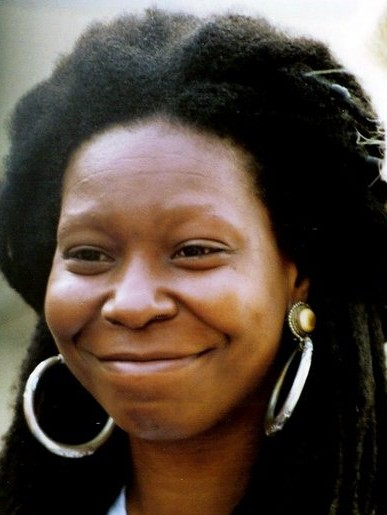
interpreta Guinan a The Next Generation. Es va inspirar per assumir el paper pel retrat d'Uhura de Nichelle Nichols a la sèrie original.

- Majel Barrett com a Lwaxana Troi, ambaixadora de la Federació i mare de Deanna Troi; també la veu de l'ordinador del vaixell.
- Brian Bonsall com a Alexander Rozhenko, el fill de Worf.
- Rosalind Chao com a Keiko O'Brien, botànica fins a la seva transferència a Espai Profund 9 el 2369.
- Denise Crosby com a Sela, comandant romulana i filla de Tasha Yar.
- John de Lancie com a Q, un membre del Q-Continuum que visita freqüentment l'USS Enterprise-D.
- Jonathan Del Arco com a Hugh, un dron Borg que va ser desconnectat del col·lectiu per Geordi La Forge i Beverly Crusher.
- Michelle Forbes com a Ro Laren, oficial de la conn fins a la seva deserció al Maquis el 2370.
- Diana Muldaur com a Doctora Katherine Pulaski va ser creada per substituir la Dra. Crusher per a la segona temporada del programa. Muldaur, que va aparèixer anteriorment en dos episodis de l'original Star Trek, mai va rebre facturació als crèdits inicials; en canvi, va figurar com a estrella convidada especial durant la primera temporada.
- Whoopi Goldberg com a Guinan, cambrera amfitriona del USS Enterprise-D.
- Ashley Judd com a Robin Lefler, oficial d'enginyeria de l'USS Enterprise-D.
- Andreas Katsulas com a Tomalak, un comandant romulà que té diverses trobades amb l'USS Enterprise-D.
- Barbara March com a Lursa, oficial klíngon de la Casa de Duras i germana de B'Etor.
- Colm Meaney com a Miles O'Brien, conn oficial i més tard transportador cap fins al seu trasllat a Deep Space Nine el 2369.
- Eric Menyuk com a El Viatger, un membre d'una espècie de Tau Alpha C que és mentor de Wesley Crusher
- Lycia Naff com a Sonya Gomez, oficial d'enginyeria de l'USS Enterprise-D.
- Natalia Nogulich com a Alynna Nechayev, oficial de la bandera encarregada dels afers de Cardàssia.
- Robert O'Reilly com a Gowron, líder de l'Imperi Klíngon.
- Suzie Plakson com a K'Ehleyr, ambaixadora de la Federació, parella de Worf i la mare d'Alexander Rozhenko fins a la seva mort el 2367 .
- Dwight Schultz com a Reginald Barclay, oficial d'enginyeria fins al seu trasllat a la Seu de la Flota Estelar el 2374.
- Carel Struycken com a Sr. Homn, assistent de Lwaxana Troi.
- Tony Todd com a Kurn, oficial Klíngon i germà de Worf.
- Gwynyth Walsh com a B'Etor, oficial Klíngon de la Casa dels Duras i germana de Lursa.
- Patti Yasutake com a Alyssa Ogawa, oficial mèdica i infermera principal.
- Ken Thorley com a Mot, barber de l'USS Enterprise-D.
- Daniel Davis com a Professor Moriarty com un personatge de l'holocoberta que esdevé conscient de si mateix.

Per obtenir una llista més completa, vegeu Aparicions
| Personatge        | Temporada 1 | Temporada 2 | Temporada 3 | Temporada 4 | Temporada 5 | Temporada 6 | Temporada 7 |
| ----------------- | ----------- | ----------- | ----------- | ----------- | ----------- | ----------- | ----------- |
| Jean-Luc Picard   | Sí          | Sí          | Sí          | Sí          | Sí          | Sí          | Sí          |
| William T. Riker  | Sí          | Sí          | Sí          | Sí          | Sí          | Sí          | Sí          |
| Data              | Sí          | Sí          | Sí          | Sí          | Sí          | Sí          | Sí          |
| Worf              | Sí          | Sí          | Sí          | Sí          | Sí          | Sí          | Sí          |
| Deanna Troi       | Sí          | Sí          | Sí          | Sí          | Sí          | Sí          | Sí          |
| Geordi La Forge   | Sí          | Sí          | Sí          | Sí          | Sí          | Sí          | Sí          |
| Beverly Crusher   | Sí          | No          | Sí          | Sí          | Sí          | Sí          | Sí          |
| Katherine Pulaski | No          | Sí          | No          | No          | No          | No          | No          |
| Wesley Crusher    | Sí          | Sí          | Sí          | Sí          | 2 ep.       | No          | 2 ep.       |
| Tasha Yar         | Sí          | No          | 1 ep.       | No          | No          | No          | 1 ep.       |
| Guinan            | No          | Sí          | Sí          | Sí          | Sí          | Sí          | No          |

## Arcs i temes de la història

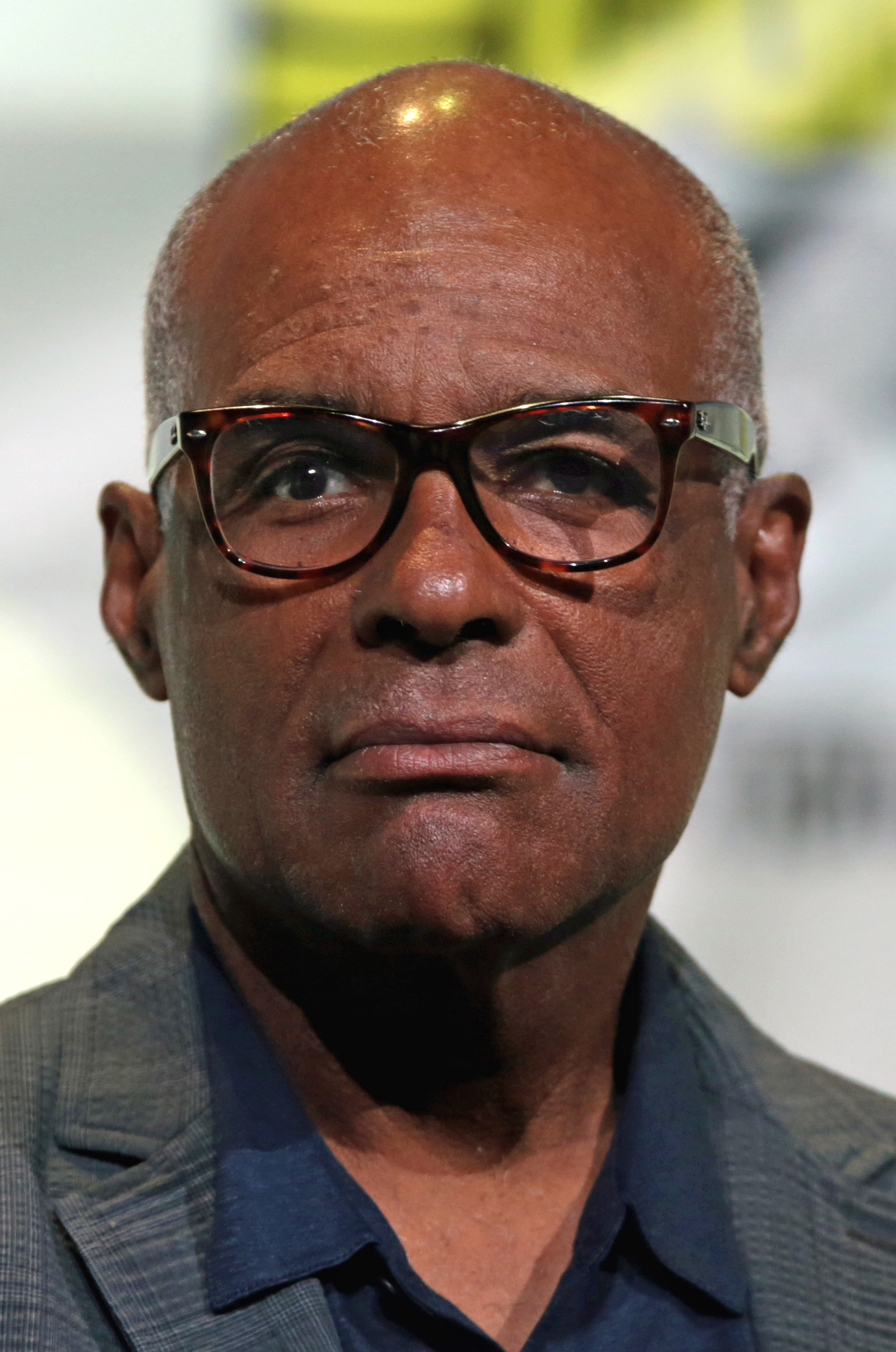
Michael Dorn interpreta al tinent Worf i apareix a les set temporades de TNG i quatre pel·lícules de TNG, una escena com un avantpassat de Worf a Star Trek VI: The Undiscovered Country, en quatre temporades del programa spin-off DS9 i la tercera temporada de Picard, fent-lo aparèixer més vegades com a membre habitual del repartiment que qualsevol altre actor de la història de la franquícia.

Star Trek va tenir una sèrie d'arcs d'història dins de la història més gran, i sovint diferents episodis van contribuir a dues o més històries diferents o arcs de personatges. Alguns són personificats pels extraterrestres amb els quals interactuen els personatges, per exemple, TNG va presentar els borg i els cardassians. Els klíngons i romulans havien estat presentats a La sèrie original (1966–1969); tanmateix, els klíngons van ser una mica remodelats amb un aspecte de "cap de tortuga", encara que es va donar uns retrocontinuïtat per explicar això en un episodi d' Enterprise. Altres arcs d'història se centren en determinats personatges perifèrics com Q, Ro Laren o personatges projectats a l'holocoberta.
Alguns episodis aprofundeixen més en la saga alienígena klíngon, famosa per tenir una llengua klíngon fet per a ells a l'univers Star Trek. Les històries klíngons solen incloure Worf, però no tots els espectacles centrats en Worf se centren en els klíngons. Les germanes Duras, un duo klíngon anomenat Lursa i B'Etor, es van presentar a TNG a l'episodi de 1991 "Redempció". Més tard van aparèixer a la pel·lícula Generations.
Una de les tecnologies de ciència-ficció que apareixen a Star Trek: la nova generació era una màquina de realitat artificial anomenada "Holocoberta", i diversos episodis guardonats presentaven arguments centrats en les peculiaritats d'aquest dispositiu. Alguns episodis es van centrar en el mal funcionament de l'holocoberta, i en un cas com un membre de la tripulació es va convertir en addicte a l'entorn creat per la tecnologia. Els perills de la tecnologia que permet la il·lusió és un dels temes en curs de Star Trek que es remunta al primer pilot, "La gàbia", on s'explora el poder d'il·lusió dels extraterrestres per crear una realitat artificial. Un dels la trama és si un personatge s'enfrontarà a una realitat o es retirarà a un món de fantasia.
Diversos episodis de la sèrie també tracten el concepte de temps, incloses les estructures narratives al voltant de viatges en el temps, bucle temporal, universos paral·lels, universos alternatius, i molt més. En alguns episodis, el personatge Q és responsable dels canvis en el temps.

## Recepció

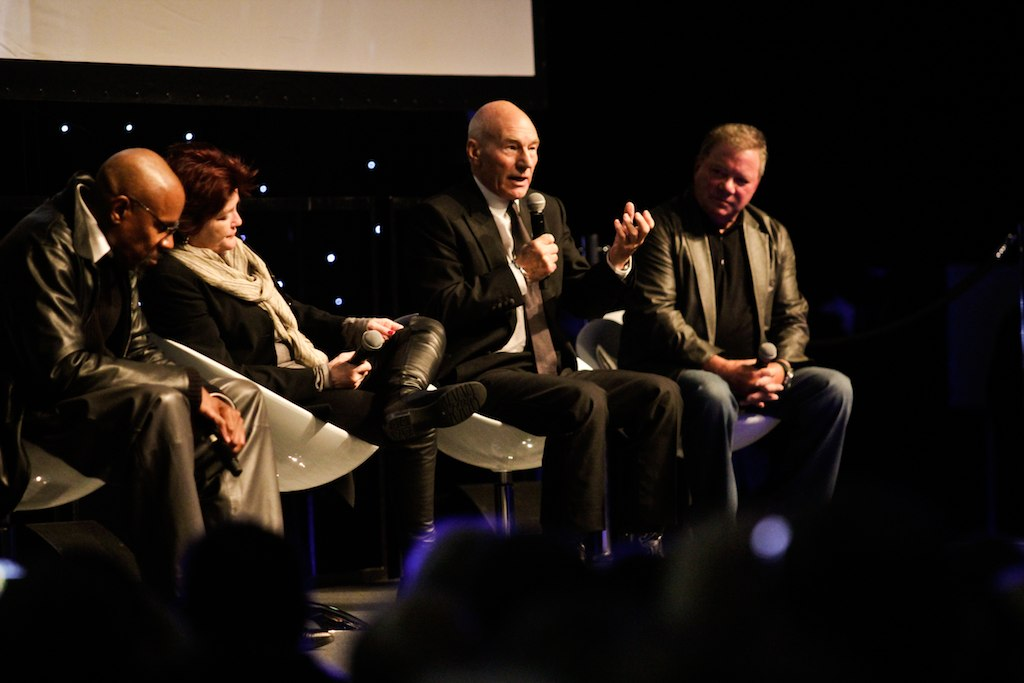
Patrick Stewart parla a Destination Star Trek Londres amb altres actors de la franquícia. (D'esquerra a dreta: Avery Brooks de DS9, Kate Mulgrew de Voyager, Stewart i William Shatner de TOS)

La mitjana de 20 milions d'espectadors de La nova generació sovint superava tant els èxits de redifusió existents com Wheel of Fortune i èxits de la cadenaa, com ara Cheers i L.A. Law. Beneficiant-se de la decisió de moltes emissores d'emetre cada nou episodi dues vegades per setmana, es va classificar constantment entre els deu primers drames d'una hora, i les cadenes no van poder evitar que els afiliats s'avancessin als seus programes amb La nova generació o altres drames que van imitar la seva estratègia de redifusió.:124 Star Trek: La nova generació va rebre 18 Premis Emmy i, en la seva setena temporada, es va convertir en la primera i únic programa de televisió redifós nominat a l'Emmy a la millor sèrie dramàtica. Va ser nominat a tres Premis Hugo i en va guanyar dos. L'episodi de la primera temporada "L'adéu final" també va guanyar el Premi Peabody a l'excel·lència en la programació de televisió.
El 1997, l'episodi "El bo i millor d'ambdós mons, Part I" va ocupar el lloc número 70 als TV Guide's 100 Greatest Episodes of All Time. L'any 2002, Star Trek: La nova generació va ocupar el lloc número 46 de la llista TV Guide's 50 Greatest TV Shows of All Time" de TV Guide, i el 2008, va ocupar el lloc número 37 a la llista d' Empire dels 50 millors programes de televisió.
El 7 d'octubre de 2006, un dels tres models de filmació originals de l'USS Enterprise-D utilitzats a la sèrie es va vendre en una subhasta de Christie's per 576.000 dòlars estatunidencs, convertint-lo en l'article més venut de la sèrie. El comprador del model va ser el cofundador de Microsoft Paul Allen, propietari del Museum of Pop Culture de Seattle. La maqueta es troba exposada al Museu de Ciència Ficció.
El 2012, Entertainment Weekly va incloure el programa al número 7 dels "25 millors programes de televisió de culte dels darrers 25 anys", dient: "L'original Star Trek va ser televisió de culte abans que la televisió de culte fos fins i tot una cosa, però la seva descendència més jove i elegant va portar, sí, una nova generació en la flama Trekker i va tornar a encendre la promesa de la ciència-ficció a la televisió." Tot i que TNG va desenvolupar un seguiment de culte, també es va destacar per la seva audiència general en hora de màxima audiència.
La flauta de "La llum interior" va ser valorada en un màxim de 1.000 dòlars quan va sortir a subhasta a finals de 2006, però es va vendre per més de 40.000 dòlars; en aquest cas, els subhastadors van admetre que havien subestimat l'atractiu de l'objecte. Durant els dies previs a la subhasta, Denise Okuda, antiga artista escènica de Star Trek i supervisora de vídeos, així com co-escriptora del catàleg de subhastes, va dir: "Aquest és l'element que la gent diu que realment ha de tenir, perquè és tan icònic per un episodi molt estimat."
"The Emissary" de DS9, que va sortir a meitat de la temporada 6 de TNG, va aconseguir una puntuació de Nielsen de 18,8. Les puntuacions de Star Trek van baixar constantment a partir de la temporada 6 de TNG, i el penúltim episodi de DS9 va aconseguir una puntuació de Nielsen de 3,9.
El 2017, Vulture va classificar Star Trek: La nova generació com el segon millor programa de televisió de Star Trek d'imatge real.
El 2019, Popular Mechanics va classificar Star Trek: La nova generació com el tercer millor programa de televisió de ciència-ficció de la història.
El 2021, la revista Empire la va classificar com el 17è millor programa de televisió de la història. Apuntaren que va ser difícil seguir la reputació de la sèrie original, però la sèrie va trobar la seva base i va obrir el camí per a més spin-off.

## Transmissions internacionals
La nova generació es va emetre per primera vegada a la televisió terrestre britànica a BBC2 a partir del 26 de setembre de 1990. La seqüència va continuar sent la mateixa que els llançaments nord-americans dels quatre primers episodis, però després d'això es van barrejar una mica.

## Videojocs
Els videojocs basats en sèries de televisió, pel·lícules i personatges de "La nova generació" són:
- Star Trek: The Next Generation (1993) (NES / Game Boy)
- Star Trek: The Next Generation: Future's Past (1993), per SNES
  - Star Trek: The Next Generation: Echoes from the Past (1993) ''un port del passat del futur per a Sega Genesis
- Star Trek Generations: Beyond the Nexus (1994), per a Nintendo Game Boy o Sega Game Gear
- Star Trek: The Next Generation - A Final Unity (1995), per a MS-DOS o Macintosh. A Final Unity va vendre 500.000 còpies el 1996[76] i es va assenyalar a la revista britànica PC Gamer per com "tradueix l'atmosfera i la "sensació" de "La nova generació gairebé perfectament"[77]
- Star Trek: Borg (1996), inclou segments d'acció en directe dirigits per James L. Conway i protagonitzat per John de Lancie com a Q.
- Star Trek: Klingon (1996), per a PC i Mac
- Star Trek Generations (1997), per a PC
- Star Trek: The Next Generation: Klingon Honor Guard (1998), per a Mac i PC
- Star Trek: The Game Show (1998), per a PC i Mac
- Star Trek: The Next Generation: Birth of the Federation (1999), per a PC
- Star Trek: Hidden Evil (1999), per a PC
- Star Trek Invasion (2000), per a PlayStation
- Star Trek Armada (2000)[78] per Microsoft Windows 98
- Star Trek: Armada II (2001)
- Star Trek: Bridge Commander (2002)
- Star Trek: Legacy (2006) (PC, Xbox 360)
- Star Trek: Conquest (2007) (Wii, PlayStation 2)

L'Enterprise i la seva configuració també es troben en altres jocs de Trekiverse com Star Trek: Armada (2000). Per exemple, a Star Trek: Armada, els actors de veu de La nova generació van tornar als seus personatges al joc, inclòs Patrick Stewart repetint els papers de Jean-Luc Picard i Locutus, Michael Dorn va fer la veu de Worf, Denise Crosby va repetir Sela i J. G. Hertzler va donar veu al canceller Martok. Diversos altres actors de veu que abans no havien estat afiliats a Star Trek també van donar veu als personatges del joc, entre ells Richard Penn
Star Trek: Armada II es va ambientar a l'era Star Trek: La nova generació de l'univers Star Trek.
Star Trek: Hidden Evil (1999) va incloure la veu de Brent Spiner com a Data i Patrick Stewart com a Picard, i va ser un seguiment de la novena pel·lícula de Star Trek, Star Trek: Insurrection
Jocs de taula:
- Star Trek: The Next Generation Interactive VCR Board Game
  - Aquest joc es juga amb un televisor amb un reproductor de vídeo i també un tauler de joc[82]
- Star Trek: The Next Generation, un joc de taula de 1993[83]
- Star Trek: Five-Year Mission (també inclou TOS)

Pinball:
- Star Trek: The Next Generation (pinball)

## Pel·lícules
Quatre pel·lícules presenten els personatges de la sèrie:Star Trek: Generations (1994), Star Trek: First Contact (1996), Star Trek: Insurrection (1998), i Star Trek: Nemesis (2002).
Un avantpassat de Worf, també interpretat per Dorn, va aparèixer a Star Trek: The Undiscovered Country.
| «                                               | Crec que va ser una mena d'honor que el meu personatge fos una mena d'enllaç entre les dues sèries. Va ser meravellós treballar amb l'altre repartiment (de la sèrie original de Star Trek). Va ser una mena de fantasia perquè qui hauria pensat quan estava veient el programa original que estaria treballant a la pel·lícula? Més enllà d'això, és com si la professionalitat prengués el relleu i fes el millor que puguis i no et fa veure malament. | » |
| — Dorn pel seu paper a The Undiscovered Country | |   |

| Pel·lícula               | Data estrena EUA       | Director(s)     | Guionista(s)                    | Història de                                  | Productor(s)                                   |
| ------------------------ | ---------------------- | --------------- | ------------------------------- | -------------------------------------------- | ---------------------------------------------- |
| Star Trek: Generations   | 18 de novembre de 1994 | David Carson    | Ronald D. Moore i Brannon Braga | Rick Berman, Brannon Braga i Ronald D. Moore | Rick Berman                                    |
| Star Trek: First Contact | 22 de novembre de 1996 | Jonathan Frakes | Brannon Braga i Ronald D. Moore | Rick Berman, Brannon Braga i Ronald D. Moore | Rick Berman, Marty Hornstein i Peter Lauritson |
| Star Trek: Insurrection  | 11 de desembre de 1998 | Jonathan Frakes | Michael Piller                  | Rick Berman i Michael Piller                 | Rick Berman                                    |
| Star Trek: Nemesis       | 13 de desembre de 2002 | Stuart Baird    | John Logan                      | John Logan, Rick Berman i Brent Spiner       | Rick Berman                                    |

## Mitjans domèstics

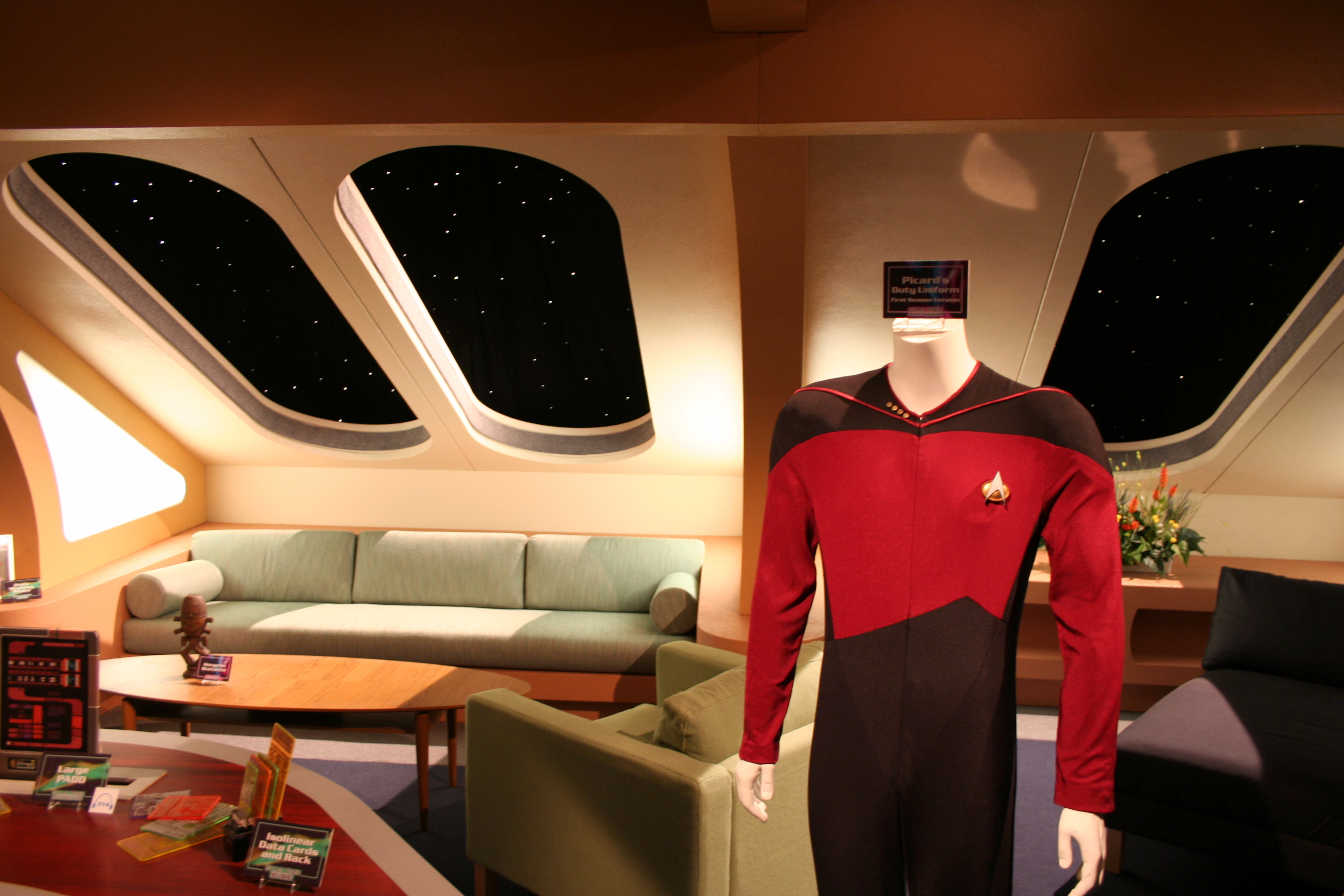
Exposició a Los Angeles amb les casernes de la tripulació del capità Picard (es mostra l'uniforme)

Star Trek va aprofitar l'emergència de les tecnologies de vídeo domèstic que van augmentar la seva importància en els anys vuitanta com a nova via de promoció i ingressos. Star Trek: La nova generació s'ha publicat totalment o parcialment en suports VHS, Betamax, LaserDisc, DVD i Blu-ray.

### VHS
Tots els episodis de Star Trek: La nova generació es van publicar en cassets VHS, a partir de 1991. La sèrie sencera es va publicar gradualment en VHS durant els anys següents durant la resta de la sèrie i després l'espectacle havia acabat.
Els VHS per a TNG estaven disponibles per correu, normalment amb dos episodis per casset.

### Beta
Alguns episodis van tenir llançaments en format de videocasset Betamax. Els llançaments de totes les publicacions de Betamax, incloses les de Star Trek: La nova generació es van aturar a principis dels anys noranta.

### LaserDisc
Paramount va publicar tots els episodis en el format LaserDisc a partir d'octubre de 1991 utilitzant un programa de llançament ampliat que va concloure el maig de 1999. Cada disc comptava amb dos episodis amb subtítols, àudio digital i codificació CX. També es van publicar quatre "col·leccions" temàtiques d'episodis relacionats. Aquests són The Borg Collective, The Q Continuum, Worf: Return to Grace, i The Captains Collection.
Per exemple, la col·lecció "Q Continuum" de LaserDisc va incloure 4 episodis. La col·lecció es va publicar el 30 de juliol de 1997 i va ser publicada per Paramount Home Video; es va vendre al detall per 99,98 dòlars EUA. El conjunt incloïa les dues parts "Trobada a Farpoint", "El joc d'en Q", "Què Q?" i "El déja Q" en discs òptics de 12 polzades en format NTSC amb una durada total de 230 minuts, amb so estèreo. La col·lecció venia amb una jaqueta Tri-Fold que també incloïa una carta de l'actor Jon De Lancie ( Q).
Hi va haver un error de producció amb l'episodi 166, "Sub Rosa", on es va utilitzar una cinta mestra defectuosa a la qual faltaven 4 minuts i mig de metratge. Tot i que es va obtenir una nova còpia mestra de l'episodi, no es va publicar cap premsa corregida d'aquest disc.
Star Trek: La nova generació també es va publicar en LaserDisc als mercats no nord-americans, Japó i Europa. Al Japó, tots els episodis es van publicar en una sèrie de 14 caixes (dues caixes per temporada), i com amb els EUA, els llançaments estaven en format NTSC i ordenats per codi de producció. Els discs làser europeus es van publicar en format PAL i incloïen les deu pel·lícules de dues parts, així com un disc amb els episodis L'Enterprise del passat i Causa i efecte. L'episodi pilot, Trobada a Farpoint, també es va incloure en una caixa anomenada Star Trek: The Pilots amb els episodis pilot de Star Trek: La sèrie original, Star Trek: La nova generació, Star Trek: Deep Space Nine i Star Trek: Voyager.

### DVD
La primera temporada de la sèrie es va publicar en DVD el març de 2002. Al llarg de l'any, les sis temporades següents es van publicar en diversos moments en DVD, i la setena temporada es va publicar el desembre de 2002. Per commemorar el 20è aniversari de la sèrie, CBS Home Entertainment i Paramount Home Media Distribution van publicar Star Trek: The Next Generation– The Complete Series el 2 d'octubre de 2007. La caixa de DVD conté 49 discos. Entre març de 2006 i setembre de 2008, es van publicar edicions de "Fan Collective" que contenien episodis selectes de "La nova generació" (i "La sèrie original", "Deep Space Nine" i "Voyager"). basat en diversos temes. Els episodis individuals van ser escollits pels fans que van votar a StarTrek.com. En total, es van produir sis "Fan Collectives", juntament amb una caixa que conté els cinc primers col·lectius. A l'abril de 2013, les set temporades de Star Trek: La nova generació es van tornar a estrenar amb un nou embalatge amb la silueta d'un membre del repartiment diferent a cada caixa. Tanmateix, els discos contenien el contingut idèntic que es va publicar anteriorment el 2002. Un altre conjunt de DVD complet es va llançar el 2020, però també conté el mateix contingut del llançament anterior del 2002.

### Blu-ray
CBS va anunciar el 28 de setembre de 2011, en celebració del vint-i-cinquè aniversari de la sèrie, que Star Trek: La nova generació seria completament remasteritzada en 1080p d'alta definició de la pel·lícula original dels negatius de 35 mm. L'espectacle original va ser editat i postprocessat en definició estàndard per a la seva emissió, igual que tots els efectes visuals de l'espectacle (per exemple, tots els plans exteriors de l' Enterprise, el foc del faser o entrades i sortides per teletransport). Per a la remasterització, es van tornar a escanejar i reeditar gairebé 25.000 rodets de pel·lícula original, i tots els efectes visuals es van recompondre digitalment a partir de negatius originals de gran format i de plans CGI de nova creació. El llançament va anar acompanyat d'un nou DTS HD Master Audio remix 7.1. Michael Okuda creu que aquest és el projecte de restauració cinematogràfic més gran que s'ha intentat mai. El procés de fer les versions d'alta definició de la sèrie va ser una prova extraordinàriament intensiva en mà d'obra que va costar a Paramount Pictures més de 12 milions de dòlars. El projecte va ser un fracàs financer i va fer que Paramount decidís amb fermesa no donar el mateix tractament a Deep Space Nine i Voyager.
Un disc inicial amb els episodis "Trobada a Farpoint", "Els pecats del pare", i "La llum interior" va ser llançat el 31 de gener de 2012, sota el segell "The Next Level". El conjunt de sis discos de la primera temporada es va publicar el 24 de juliol de 2012. Les temporades restants es van publicar periòdicament després, culminant en el llançament de la setena temporada el 2 de desembre de 2014. La temporada 1 va vendre 95.000 unitats durant la setmana de llançament del 2012. Els conjunts de Blu-ray inclouen moltes funcions i vídeos especials, com un episodi de 1988 de Reading Rainbow on LeVar Burton (que interpreta Geordi a TNG) documenta la realització d'un episodi de Star Trek: La nova generació.
Tota la sèrie remasteritzada està disponible en Blu-ray com a temporades individuals i en una caixa de 41 discos titulada The Full Journey. Finalment, tots els episodis remasteritzats van quedar disponibles per a la redifusió en televisió i la distribució digital.
| Temporada   | Data de llançament    | Contingut especial |
| ----------- | --------------------- | --- |
| Temporada 1 | 24 de juliol de 2012  | Documentals "Energized!" (sobre la remasterització de VFX) i "Stardate Revisited" (Origen)                                           |
| Temporada 2 | 4 de desembre de 2012 | Versió ampliada de "La mesura humana", Reunificació: entrevista de reunió amb tot el repartiment de TNG.                             |
| Temporada 3 | 30 d'abril de 2013    | Dins de la sala de l'escriptor, la resistència és inútil: assimilant TNG, un homenatge a Michael Piller                              |
| Temporada 4 | 30 de juliol de 2013  | En conversa: el departament d'art de Star Trek, Relativitat: la saga familiar de Star Trek TNG, escenes suprimides                   |
| Temporada 5 | 19 de novembre 2013   | En conversa: La música de TNG, Rèquiem: un record de TNG, Escenes suprimides                                                         |
| Temporada 6 | 24 de juny de 2014    | Més enllà de la missió de cinc anys: l'evolució de Star Trek: La nova generació, escenes suprimides                                  |
| Temporada 7 | 2 de desembre de 2014 | El Cel és el límit – L'eclipsi de Star Trek: La nova generació, En conversa: Veient Star Trek: La nova generació, escenes suprimides |

#### Episodis autònoms
Quan TNG es va remasteritzar en alta definició, es van publicar diversos episodis com a productes Blu-ray d'un programa autònom. "El bo i millor d'ambdós mons" es divideix en dues temporades, mentre que el producte independent inclou les parts 1 i 2. El senzill "El bo i millor d'ambdós mons" es va publicar l'abril de 2013 coincidint amb el llançament de la temporada 3 . Altres senzills de TNG HD inclouen les dues parts dels episodis "Redempció", "Unificació", "Cadena de comandament", i "Totes les coses bones…".

#### Versió ampliada en HD de "La mesura humana"
"La mesura humana" s va estrenar en HD el 2012 amb una versió ampliada. La versió ampliada inclou 13 minuts addicionals de metratge, així com efectes especials recreats. Va ser llançada com a part de la col·lecció de la temporada 2.

## Streaming i redifusió
Star Trek: La nova generació està disponible a diversos serveis de vídeo en temps real, inclosos Amazon Prime Video, Apple iTunes i Paramount+, amb diferents qualitats i condicions. La versió de Netflix va incloure algunes millores d'efectes especials addicionals. Un servei va declarar que el 2017 els episodis més vistes de Star Trek: La nova generació entre els programes de franquícies de Star Trek més vistes de les seves ofertes eren "El bo i millor d'ambdós mons, Part I", "El bo i millor d'ambdós mons, Part II", "Què Q", i "Pistes". Les ofertes de reproducció en streaming es van notar per a la visualització maratoniana, incloent-hi els 178 episodis de Star Trek: La nova generació entre els 726 episodis totals i les 12 pel·lícules que s'havien estrenat abans de Star Trek: Discovery a finals del 2017.
A finals de la dècada de 2010, Star Trek: La nova generació s'emet als Estats Units a la xarxa de cable BBC America i a la xarxa de canals de difusió Heroes & Icons.
Els episodis de Star Trek: La nova generació s'han presentat en especials de televisió i maratons. Per exemple, per al Dia de Sant Patrici BBC America va planejar una marató amb episodis com "El bo i millor d'ambdós mons", "La sageta del temps", "Cadena de comandament", "Mosaic", i el final de la sèrie, "Totes les coses bones...". El 4 de març de 2021 es va presentar una marató gratuïta de Star Trek, amb el llançament del servei de streaming de Paramount+, amb els pilots de la diverses sèries de televisió Star Trek, inclosa TNG. La marató va començar a les 7 a.m. PT/10 a.m. ET i es va reproduir a la plataforma de vídeos d'Internet de YouTube i va funcionar tot el dia.

## Spin-offs i la franquícia
Star Trek: La nova generació va generar diferents mitjans ambientats en el seu univers, que va ser principalment la dècada de 2370, però ambientats en el mateix univers que els primers programes de televisió Star Trek dels anys 60. Això incloïa les esmentades pel·lícules, jocs d'ordinador, jocs de taula, parcs temàtics, etc. A la dècada de 2010 hi havia rumors d'un spin-off del Capità Worf, l'oficial del pont klíngon que va debutar a TNG i també va aparèixer i a la sèrie derivada de TNG Deep Space Nine.
El 1994 es va estrenar un documental anomenat Journey's End: The Saga of Star Trek – The Next Generation. Directed by Donald R. Beck, it featured the cast of the show and explored the last season and the then-upcoming film Generations.

### Novel·les
Novel·les de l'era Star Trek: La nova generació (exemples):
| Series - Star Trek: The Q Continuum de Greg Cox - Q-Space - Q-Zone - Q-Strike - Star Trek: The Lost Era editat per Mario Palmieri - The Sundered de Michael A. Martin - Serpents Among the Ruins de David R. George III - The Art of the Impossible de Keith DeCandido - Well of Souls de Ilsa J. Bick - Deny Thy Father de Jeff Mariotte - Catalyst of Sorrows de Margaret Wander Bonanno - One Constant Star de David R. George III - Star Trek: Typhon Pact - Zero Sum Game de David Mack - Seize the Fire de Michael A. Martin - Rough Beasts of Empire de David R. George III - Paths of Disharmony de Dayton Ward - The Struggle Within de Christopher L. Bennett - Plagues of Night de David R. George III - Raise the Dawn de David R. George III - Brinksmanship de Una McCormack - Star Trek: A Time to... - A Time to Be Born de John Vornholt - A Time to Die de John Vornholt - A Time to Sow de David Ward i Kevin Dilmore - A Time to Harvest de David Ward i Kevin Dilmore - A Time to Love de Robert Greenberger - A Time to Hate de Robert Greenberger - A Time to Kill de David Mack - A Time to Heal de David Mack - A Time for War, a Time for Peace de Keith DeCandido - Star Trek: Titan - Taking Wing de Michael A. Martin i Andy Mangels - The Red King de Michael A. Martin i Andy Mangels - Orion's Hounds de Christopher L. Bennett - Sword of Damocles de Geoffrey Thorne - Over a Torrent Sea de Christopher L. Bennett - Synthesis de James Swallow - Fallen Gods de Michael A. Martin - Absent Enemies de John Jackson Miller - Sight Unseen de James Swallow - Fortune of War de David Mack | One-offs - Balance of Power de Dafydd ab Hugh - The Children of Hamlin de Carmen Carter - Dark Mirror de Diane Duane - Death in Winter de Michael Jan Friedman - The Devil's Heart de Carmen Carter - I, Q de John de Lancie i Peter David - Immortal Coil de Jeffrey Lang - Imzadi de Peter David - The Peacekeepers de Gene DeWeese - Planet X de Michael Jan Friedman - Q-in-Law de Peter David - Rogue d'Andy Mangels i Michael A. Martin - Rogue Saucer de John Vornholt - Star Trek: Stargazer de Michael Jan Friedman - Strike Zone de Peter David - Survivors de Jean Lorrah - Vendetta de Peter David |  |

### "These Are the Voyages..." (2005)
El 2005, l'últim episodi de Star Trek: Enterprise anomenat "These Are the Voyages..." (S4E22) va presentar una simulació d'holocoberta a l'USS Enterprise (NCC-1701-D) de Star Trek: La nova generació durant els esdeveniments de l'episodi "La Pegasus" i el retorn del comandant William Riker (Jonathan Frakes) i la consellera Deanna Troi (Marina Sirtis). Va ser escrit per Berman i Braga, que van assenyalar "... aquest va ser un episodi molt interessant perquè té un gran concepte que el condueix".
Star Trek: Enterprise va ser el programa de televisió llançat després de la conclusió de Star Trek: Voyager i es va establir 100 anys abans de TOS i 200 anys abans de TNG, a més d'incloure alguns elements de reinici suau amb un repartiment totalment nou. Alguns episodis connectats directament amb TNG inclouen estrelles convidades com Brent Spiner i connexions amb els esdeveniments de l'univers fictici de TNG. L'arc de la història de tres episodis que consta de "Borderland", "Cold Station 12" i "The Augments", amb un ancestre de Soong interpretat per Brent Spiner habitual de La nova generació proporciona una mica de la història dels orígens de Data. A més, l'episodi d'Enterprise "Affliction" ajuda a explicar els klíngons de cap suau que de vegades apareixien, una retrocontinuïtat que va ajudar a explicar aquesta presentació variada entre TOS, TNG i les pel·lícules.
Star Trek no tornaria a la televisió com a programa durant més de 12 anys, fins al debut de Star Trek: Discovery inicialment a CBS, però després disponible exclusivament al servei d'Internet CBS All Access (Netflix internacionalment) en aquell moment. La franquícia de pel·lícules es va reiniciar el 2009, essencialment una bifurcació empeltada fora de la línia de temps coneguda a Star Trek: La nova generació. Aquesta pel·lícula conté un esdeveniment de la línia de temps "TNG", que és la destrucció de Romulus i el vol de la nau especial de Spock a la bifurcació del temps. A la franquícia Star Trek, presenciar els esdeveniments de les travessies del temps és un dispositiu argumental comú.

### El retorn de Picard
El 4 d'agost de 2018, Patrick Stewart va declarar a les xarxes socials que tornaria al paper de Jean-Luc Picard en un projecte amb CBS All Access.
Stewart va escriure: "Sempre estaré molt orgullós d'haver format part de Star Trek: La nova generació, però quan vam acabar la pel·lícula final a la primavera del 2002, vaig sentir realment que el meu temps amb Star Trek  havia fet el seu curs natural. És, per tant, una sorpresa inesperada però deliciosa trobar-me emocionat i vigoritzat per tornar a Jean-Luc Picard i explorar noves dimensions dins d'ell buscant una nova vida per a ell que la vida s'havia acabat.
"Durant aquests darrers anys, ha estat motivador escoltar històries sobre com La nova generació va consolar a la gent, els va veure passar per períodes difícils de les seves vides o com l'exemple de Jean-Luc va inspirar a molts a seguir els seus passos perseguint la ciència, l'exploració i el lideratge, sento que estic disposat a tornar amb ell per la mateixa raó: per investigar i experimentar quina llum reconfortant i reformadora podria brillar en aquests temps sovint molt foscos equip creatiu mentre ens esforcem per donar vida una vegada més a una història fresca, inesperada i pertinent".
El gener de 2019, el productor va dir que la sèrie Picard respondrà preguntes sobre què va passar amb el capità Picard durant els 20 anys posteriors a Star Trek: Nemesis.

### Context
Aquesta infografia mostra la cronologia de la primera producció de diversos programes i pel·lícules de la franquícia Star Trek, inclosa Star Trek: La nova generació.